# منجم

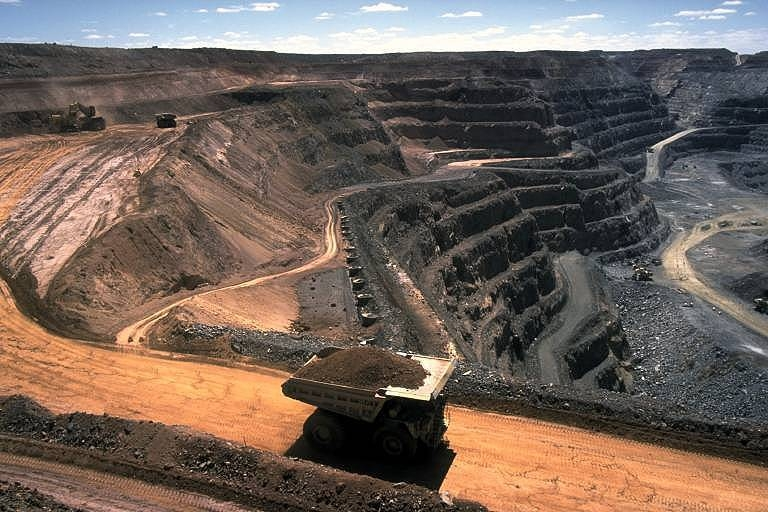
التعدين السطحى للفحم

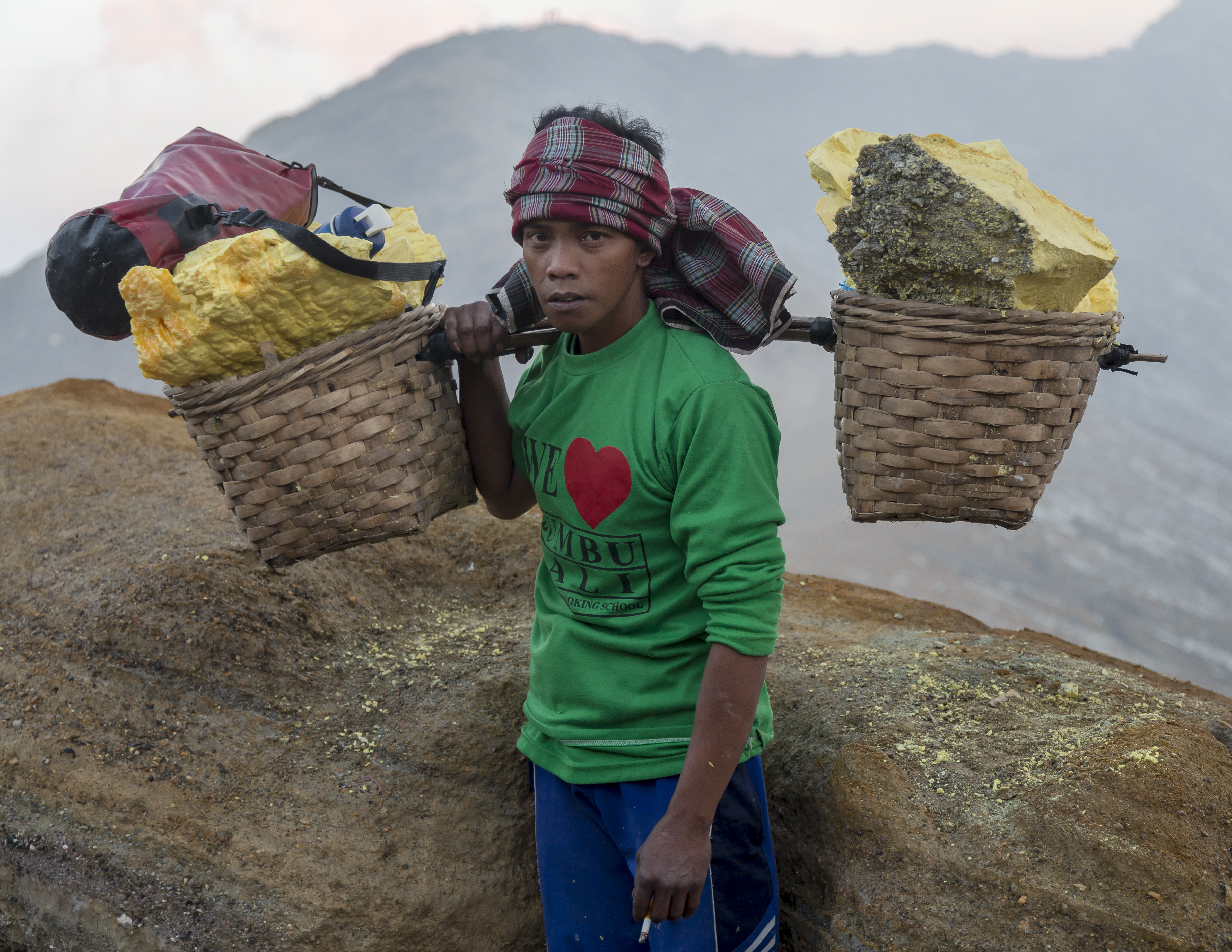
عامل منجم الكبريت مع 90 كيلوغراما من الكبريت ينقل من أرضية بركان إيجين (2015)

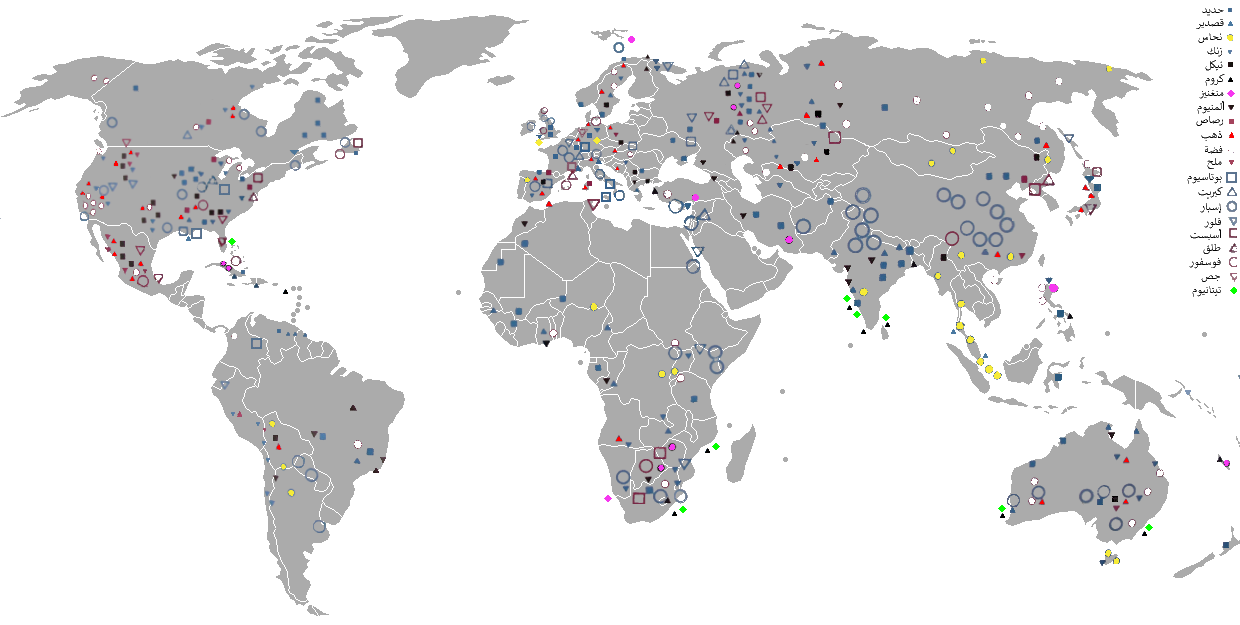
خريطة مبسطة لمناطق التعدين النشط في العالم

المَنْجَم (والجمع مَنَاجِم) هو مكان التعدين أي استخراج المعادن القيمة أو غيرها من المواد الجيولوجية من الأرض عادة (وليس دائماً) من جسم خام أو عرق أو شق فحم وتشكل هذه الودائع حزمة معدنية ذات أهمية اقتصادية للعامل.
المواد التي نحصل عليها بالتعدين تتضمن البوكسيت، الفحم، النحاس، الذهب، الفضة، الألماس، الحديد، الفلزات الثمينة، الرصاص، الحجر الجيري، المكنسيت، النيكل، الفوسفات، الصخر النفطي، الملح الصخري، الصفيح، اليورانيوم والموليدنم وأي مادة لا يمكن تنميتها بالعمليات الزراعية أو خلقها اصطناعياً في معمل أو مصنع فهي عادة يتم الحصول عليها بالتعدين فالتعدين بمعنى أعم يضم استخراج أي ثروة غير محددة (مثل النفط، الغاز الطبيعي، وحتى الماء)
وقد كان تعدين الحجارة والمعادن نشاطا إنسانيا منذ العصور السابقة للتاريخ. وتشمل عمليات التعدين الحديثة التنقيب عن أجسام خام، وتحليل إمكانات الربح من المناجم المقترحة، واستخراج المواد المطلوبة، والاستصلاح النهائي للأرض بعد إغلاق المنجم.
وعادة ما تخلق عمليات التعدين أثرا بيئيا سلبيا، سواء أثناء نشاط التعدين أو بعد إغلاق المنجم. وبالتالي، فإن معظم دول العالم قد أصدرت لوائح للحد من تأثير. كما أن سلامة العمل ما فتئت تشكل مصدر قلق منذ وقت طويل، كما أن الممارسات الحديثة قد حسنت كثيرا من السلامة في المناجم.
مستويات إعادة تدوير المعادن منخفضة عموما. وما لم تتم زيادة معدلات إعادة التدوير في نهاية العمر في المستقبل، قد تصبح بعض المعادن النادرة غير متاحة للاستخدام في مجموعة متنوعة من المنتجات الاستهلاكية. وبسبب انخفاض معدلات إعادة التدوير، فإن بعض مدافن القمامة تحتوي الآن على تركيزات أعلى من المعادن من المناجم نفسها.

## التاريخ

### التعدين ما قبل التاريخ

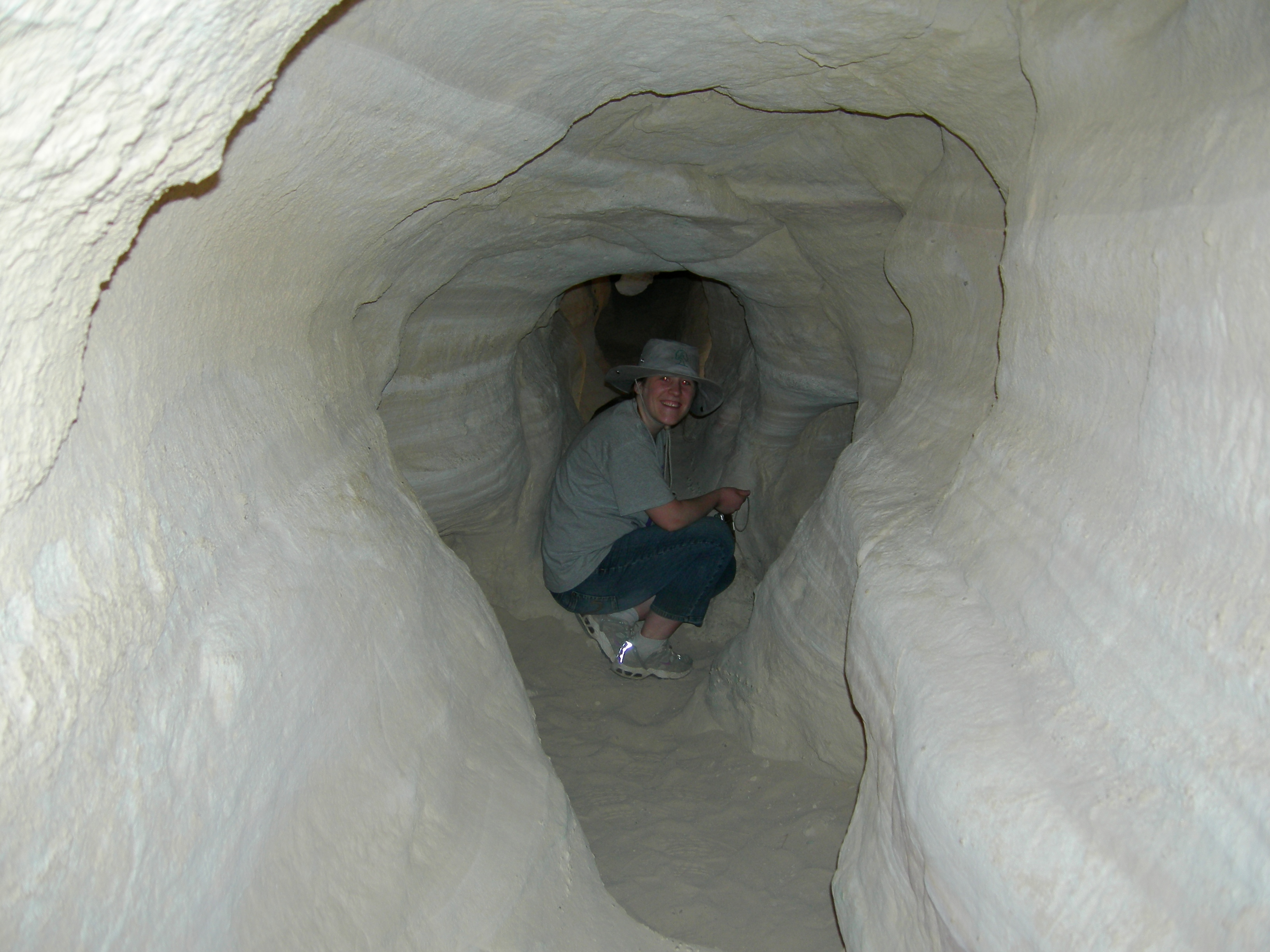
منجم نحاس داخل وادي تيمنا، صحراء نقب

منذ بداية الحضارة، وقد استخدم الناس الحجر وخزف، وفي وقت لاحق، والمعادن وجدت على مقربة من سطح الأرض. واستخدمت هذه الأدوات في صنع الأدوات والأسلحة في وقت مبكر؛ على سبيل المثال، الصوان عالي الجودة الموجود في شمال فرنسا وجنوب إنجلترا وبولندا كان يستخدم لخلق أدوات الصوان. تم العثور على مناجم الصوان في مناطق الطباشير حيث تلت طبقات من الحجر تحت الأرض من قبل مهاوي وصالات العرض. الألغام في غريمس غرافس وكريزيميونكي مشهورة بشكل خاص، ومثل معظم المناجم الصوانية الأخرى، هي العصر الحجري الحديث في الأصل (4000-3000 قبل الميلاد). الصخور الصلبة الأخرى التي تم استخراجها أو جمعها للرماح شملت غرينستون من صناعة الفأس لانغديل مقرها في منطقة البحيرة الإنجليزية.
أقدم منجم معروف في سجل الآثار هو «كهف الأسد» في سوازيلاند، التي يرجع تاريخها الكربون المشع تبين أن حوالي 43,000 سنة. في هذا الموقع لبشر العصر الحجري القديم استخرج الهيماتيت لجعل مغرة الصباغ الأحمر. ويعتقد أن المناجم ذات العمر المماثل في المجر هي المواقع التي قد يكون فيها نياندرتال بتعدين أحجار الصوان للأسلحة والأدوات.

### مصر القديمة
المصريين القدماء استخرجوا الملكيت في المعادى. في البداية استخدم المصريون الحجارة الخضراء المظلمة الخضراء للزخارف والفخار. في وقت لاحق، بين 2613 و 2494 قبل الميلاد، مشاريع بناء كبيرة تطلبت بعثات في الخارج إلى منطقة وادي مغارة من أجل تأمين المعادن والموارد الأخرى غير المتاحة في مصر نفسها. كما تم العثور على محاجر الفيروز والنحاس في وادي الحمامات، وطره، وأسوان ومختلف المواقع النوبية الأخرى وفي شبه جزيرة سيناء وتمنا.
حدث التعدين في مصر في أقدم السلالات. كانت مناجم الذهب في النوبة من أكبر والاغلى في مصر القديمة. ويصف المؤلف اليوناني ديودوروس سيكولوس هذه المناجم، الذي يذكر الاستعانة بالنار كوسيلة واحدة تستخدم لكسر الصخور الصلبة لاستخراج عقد الذهب. يظهر أحد مجمعات الاستخراج في واحدة من أقدم الخرائط المعروفة. سحق عمال المناجم الخام وحولوه إلى مسحوق ناعم قبل غسل المسحوق لفصل الذهب.

### اليونانية القديمة والتعدين الروماني

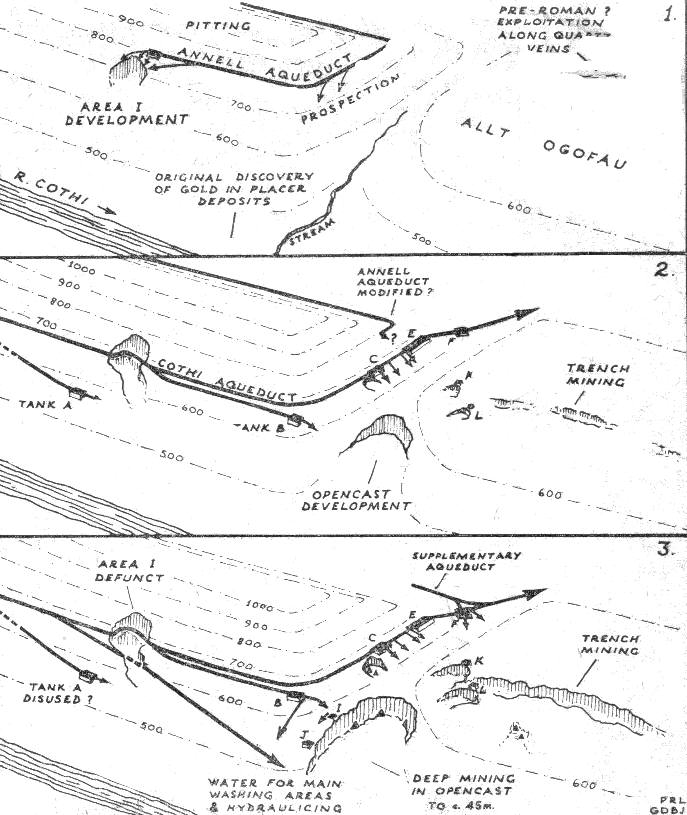
تطويرروماني قديم لمناجم الدهب ويلز

التعدين في أوروبا لديها تاريخ طويل جدا. ومن الأمثلة على ذلك مناجم لوريوم الفضية، التي ساعدت على دعم مدينة أثينا اليونانية. على الرغم من أن لديهم أكثر من 20,000 العبيد يعملون، والتكنولوجيا كانت متطابقة أساسا مع أسلافهم العصر البرونزي. في مناجم أخرى، كما هو الحال في جزيرة ثاسوس، استخرجوا الباريان من الرخام بعد وصولهم إلى القرن السابع قبل الميلاد. تم شحن الرخام بعيدا وعثر عليها لاحقا من قبل علماء الآثار لاستخدامها في المباني بما في ذلك قبر أمفيبوليس. فيليب الثاني من مقدونيا، والد الإسكندر الأكبر، استولى على مناجم الذهب في جبل بانجيو في عام 357 قبل الميلاد لتمويل حملاته العسكرية. كما كما استولى على مناجم الذهب في تراقى لضرب النقود، مما ادى إلى إنتاج 26 طنا سنويا.
ومع ذلك، كان الرومان الذين طوروا أساليب تعدين واسعة النطاق، وخاصة استخدام كميات كبيرة من المياه جلبت إلى رأس المنجم من قبل العديد من القنوات. واستخدمت المياه لأغراض متنوعة بما في ذلك إزالة الحطام المفرط والحطام الصخري الذي يسمى التعدين الهيدروليكي، وكذلك الغسيل المفتت، أو طريقة السحق، والخامات وتشغيل آلات بسيطة.
استخدم الرومان أساليب التعدين الهيدروليكي على نطاق واسع لاستخراج عروق الخام، وخاصة طرق عفا عليها الزمن من التعدين المعروف باسم الصقيع. قاموا ببناء العديد من القنوات لتوريد المياه إلى رأس المنجم. هناك، والمياه المخزنة في خزانات كبيرة. عندما يفتح خزان كامل، فإن الفيضانات من المياه تزيل الرمال والعبء الثقيل ويظهر الأساس تحت أي عروق ذهبية. ثم يكمل العمل على الصخرة عن طريق وضع النار لتسخين الصخور، والتي سيتم إطفائها مع تيار من الماء. تصدع الصدمة الحرارية الناتجة الصخور، وتمكن من إزالتها بواسطة تيارات المياه من الدبابات العلوية. استخدم عمال المناجم الرومانية أساليب مماثلة لعمل رواسب القصدير في كورنوال وخام الرصاص في بينينس.
وقد تم تطوير الطرق من قبل الرومان في اسبانيا في 25 ميلادي لاستغلال الرواسب الذهبية الكبيرة الغرينيه، وأكبر موقع في لاس مدولاس، حيث استغلت سبعة قنوات طويلة الأنهار المحلية وسددت الودائع. كانت إسبانيا واحدة من أهم مناطق التعدين، ولكن تم استغلال جميع مناطق الإمبراطورية الرومانية. في بريطانيا العظمى، كان السكان الأصليون قد استخرجوا المعادن منذ آلاف السنين،  ولكن بعد الغزو الروماني، ازداد حجم العمليات بشكل كبير، حيث كان الرومان يحتاجون إلى موارد بريتانيا، وخاصة الذهب والفضة والقصدير والرصاص.
لم تقتصر التقنيات الرومانية على التعدين السطحى وتابعت عروق الخام تحت الأرض مرة واحدة لم يعد التعدين السطحى ممكنا. في دولوكوثي توقفوا الاوردة وقادوا من خلال الصخور العارية لاستنزاف القفزات. واستخدمت أيضا نفس التھیئات لتھویة العمل، وھو أمر بالغ الأھمیة عند استخدام عملیة إطلاق النار. وفي أجزاء أخرى من الموقع، قاموا بتوغل المسطحات المائية ونزع المياه من المناجم باستخدام عدة أنواع من الماكينات، وخاصة العجالت المائية العائمة. وقد استخدمت على نطاق واسع في مناجم النحاس في ريو تينتو في إسبانيا، حيث تضمنت سلسلة واحدة 16 عجلات من هذا القبيل مرتبة في أزواج، ورفع المياه حوالي 24 مترا (79 قدم). كانوا يعملون كمطاحن مع عمال المناجم يقفون على الشرائح العليا. تم العثور على العديد من الأمثلة على هذه الأجهزة في المناجم الرومانية القديمة وبعض الأمثلة محفوظة الآن في المتحف البريطاني والمتحف الوطني في ويلز 

### أوروبا في القرون الوسطى

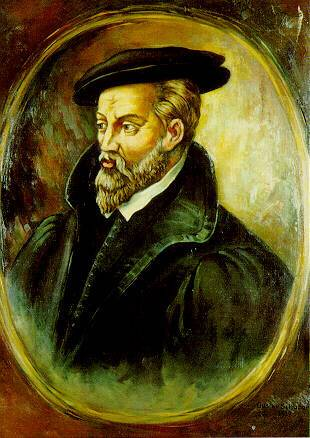
أغريكولا مؤلف دي ري ميتاليكا

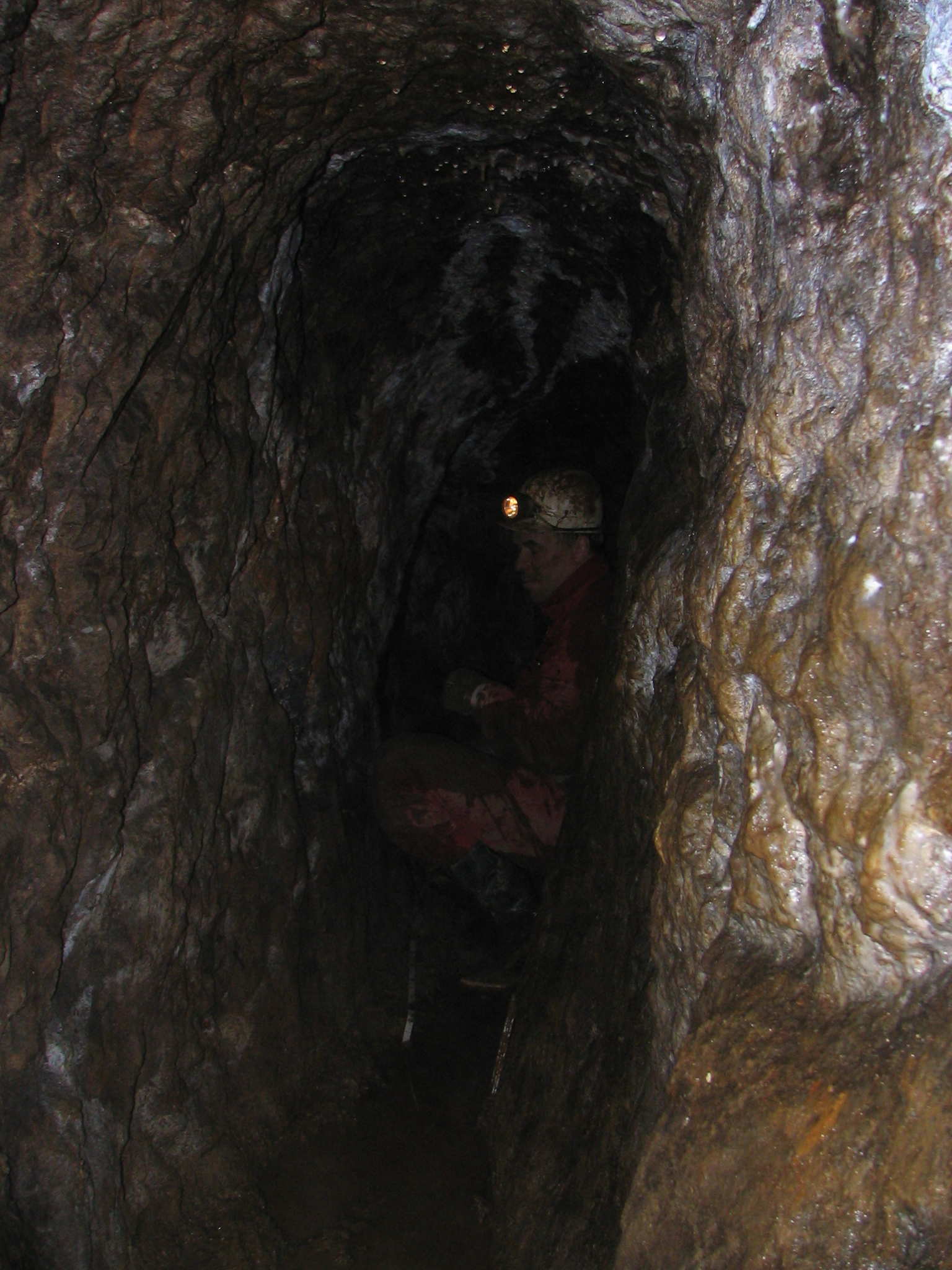
المعرض، 12th، حتى، 13 القرن، ألمانيا

لقد خضع التعدين كصناعة لتغييرات جذرية في أوروبا في العصور الوسطى. وركزت صناعة التعدين في أوائل العصور الوسطى أساسا على استخراج النحاس والحديد. كما استخدمت المعادن الثمينة الأخرى، وذلك أساسا للتذهيب أو النقود المعدنية. في البداية، تم الحصول على العديد من المعادن من خلال التعدين حفرة مفتوحة، واستخرج خام في المقام الأول من أعماق ضحلة، وليس من خلال مهاوي الألغام العميقة. وفي القرن الرابع عشر تقريبا، أدى الاستخدام المتزايد للأسلحة والدروع والركاب والخيول إلى زيادة كبيرة في الطلب على الحديد. الفرسان في العصور الوسطى، على سبيل المثال، كانت في كثير من الأحيان محملة مع ما يصل إلى 100 جنيه من لوحة أو سلسلة ربط الدروع، بالإضافة إلى السيوف والرمل والأسلحة الأخرى. وأدى الاعتماد الكبير على الحديد لأغراض عسكرية إلى حفز عمليات إنتاج الحديد واستخراجه..
وحدثت أزمة الفضة عام 1465 عندما وصلت جميع الألغام إلى أعماق لا يمكن فيها ضخ المهاوي بعد ذلك باستخدام التكنولوجيا المتاحة. وعلى الرغم من أن زيادة استخدام الأوراق النقدية والائتمان والعملات النحاسية خلال هذه الفترة أدى إلى انخفاض قيمة المعادن الثمينة والاعتماد عليها، فإن الذهب والفضة لا يزالان حيويين لقصة التعدين في القرون الوسطى.
وبسبب الاختلافات في البنية الاجتماعية للمجتمع، انتشرت زيادة استخراج الرواسب المعدنية من أوروبا الوسطى إلى إنجلترا في منتصف القرن السادس عشر. في القارة، كانت الرواسب المعدنية تنتمي إلى التاج، وتم الحفاظ على هذا الحق ريجالي. ولكن في إنجلترا، كانت حقوق التعدين الملكية مقتصرة على الذهب والفضة (التي لم تكن إنجلترا تمتلكها عمليا أي ودائع) بموجب قرار قضائي عام 1568 وقانون في عام 1688. كانت إنجلترا تمتلك الحديد والزنك والنحاس والرصاص وخامات القصدير. وكان لدى الملاك الذين يمتلكون المعادن الأساسية والفحم تحت عقاراتهم حافزا قويا لاستخراج هذه المعادن أو لتأجير الودائع وجمع الإتاوات من مشغلي المناجم. الإنجليزية، الألمانية، وهولندا مجتمعة لتمويل استخراج وتكرير. وتم جلب مئات من الفنيين الألمان والعمال المهرة؛ في عام 1642 كانت مستعمرة من 4000 أجنبي التعدين والصهر النحاس في كيسويك في الجبال الشمالية الغربية.
وكان استخدام الطاقة المائية في شكل مصانع المياه واسعة النطاق. وقد استخدمت مصانع المياه في سحق خام، ورفع خام من مهاوي، وصالات التهوية عن طريق تشغيل منفاخ العملاقة. تم استخدام مسحوق أسود لأول مرة في التعدين فيبانسكا شتيفنيتسا مملكة المجر (سلوفاكيا) في 1627. مسحوق أسود يسمح التفجير من الصخور والأرض لتخفيف وكشف الأوردة الخام. كان التفجير أسرع بكثير من إطلاق النار وسمح بالتعدين من المعادن والخامات التي لا يمكن اختراقها سابقا. في عام 1762، تم تأسيس أول أكاديمية التعدين في العالم في نفس المدينة هناك.
كما كان الانتشار الواسع للابتكارات الزراعية مثل محراث الحديد، فضلا عن الاستخدام المتزايد للمعدن كمواد بناء، وقوة دافعة أيضا في النمو الهائل لصناعة الحديد خلال هذه الفترة. وكثيرا ما تستخدم الاختراعات مثل أراسترا من قبل الإسبانية إلى سحق خام بعد أن الملغومة. وكان هذا الجهاز مدعوم من الحيوانات واستخدام نفس المبادئ المستخدمة لدرس الحبوب.
الكثير من المعرفة من تقنيات التعدين في القرون الوسطى يأتي من الكتب مثل بيرينغوتشيو دي لا بيروتشنيو وربما الأهم من جورج دي أغريكولا دي ري ميتاليكا (1556). هذه الكتب بالتفصيل العديد من أساليب التعدين المختلفة المستخدمة في الألغام الألمانية والساكسونية. ومن المسائل الرئيسية في مناجم القرون الوسطى، التي أوضحت أغريكولا بالتفصيل، إزالة المياه من مهاوي التعدين. كما حفر عمال المناجم أعمق للوصول إلى عروق جديدة، أصبحت الفيضانات عقبة حقيقية جدا. أصبحت صناعة التعدين أكثر كفاءة وازدهارا مع اختراع المضخات الميكانيكية والحيوانية.

### الحضارة الفلبينية الكلاسيكية

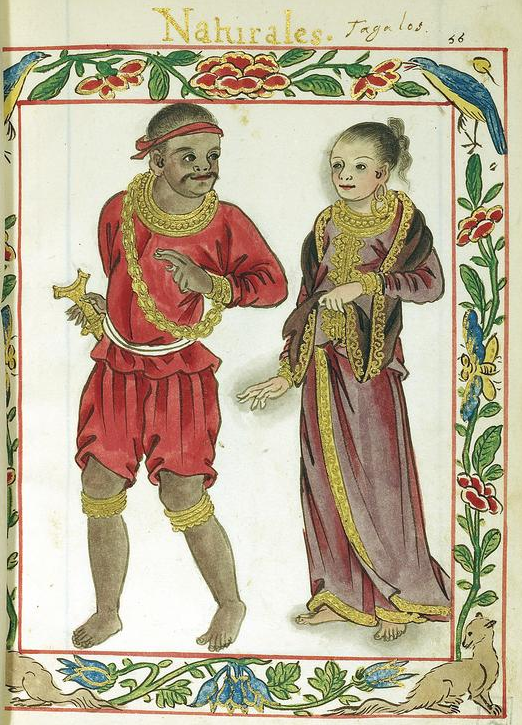
صورة من فئة ماهارليكا من الجمعية الفلبينية، كما هو موضح في الدستور أن الذهب يستخدم كشكل من أشكال المجوهرات (ca.1400).

بدأ التعدين في الفلبين حوالي 1000 قبل الميلاد. عمل فلبينيون في وقت مبكر مناجم مختلفة من الذهب والفضة والنحاس والحديد. تم تسليم المجوهرات، سبائك الذهب، وسلاسل، كالومبيغاس والأقراط من العصور القديمة ورثت من أسلافهم. كما استخدمت مقابض خنجر الذهب، وأطباق الذهب، والطلاء الأسنان، والحلي الذهبية الضخمة. في لاسلزا ليجيزا «عناصر التانترا في فن الذهب قبل الإسباني الفلبين»، ذكر أن المجوهرات الذهبية من أصل فلبيني وجدت في مصر القديمة. وفقا ل أنطونيو بيغافيتا، كان شعب ميندورو يمتلك مهارة كبيرة في خلط الذهب مع المعادن الأخرى وأعطاه مظهر طبيعي ومثالي يمكن أن يخدع حتى أفضل من الفضة. وكان من المعروف أيضا السكان الأصليين للحلي المصنوعة من الأحجار الكريمة الأخرى مثل العقيق، واللؤلؤ. وشملت بعض الأمثلة البارزة من المجوهرات الفلبينية القلائد والأحزمة والذراعين والخواتم وضعت حول الخصر.

### الأمريكتين

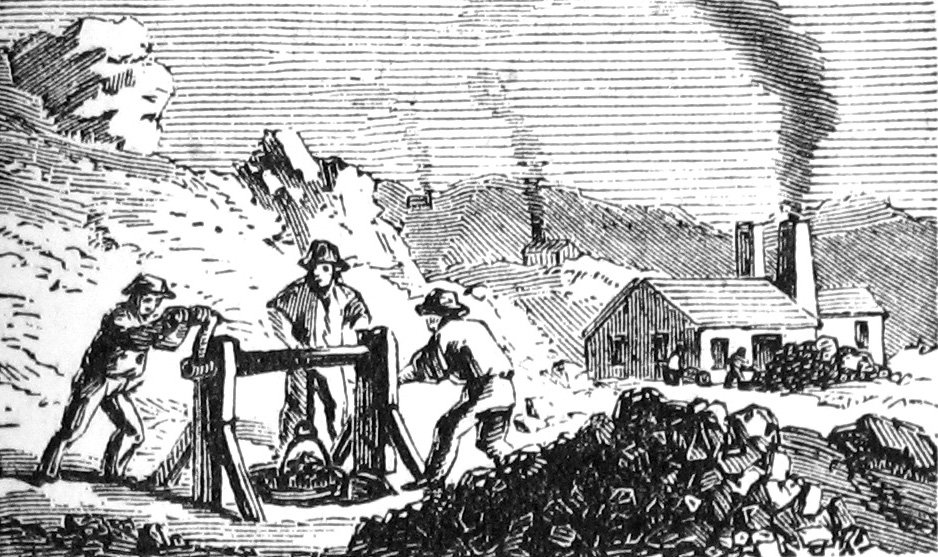
يؤدي التعدين في منطقة نهر المسيسيبي العليا في الولايات المتحدة، 1865.

هناك مناجم النحاس القديمة عصور ما قبل التاريخ على طول بحيرة سوبيريور، والنحاس المعدني لا تزال موجودة هناك، بالقرب من السطح، في العصر الاستعماري.

وقد استفادت الشعوب الأصلية من هذا النحاس الذي بدأ منذ ما لا يقل عن 5000 عام "، وقد تم اكتشاف أدوات النحاس، ورؤوس الأسهم، وغيرها من القطع الأثرية التي كانت جزءا من شبكة تجارية محلية واسعة النطاق، وبالإضافة إلى ذلك، في وقت مبكر من المستكشفين الفرنسيين الذين واجهوا المواقع ولم يستفدوا من استخدام المعادن بسبب صعوبات نقلها،  ولكن تم تداول النحاس في نهاية المطاف في جميع أنحاء القارة على طول الكبرى نهر. 

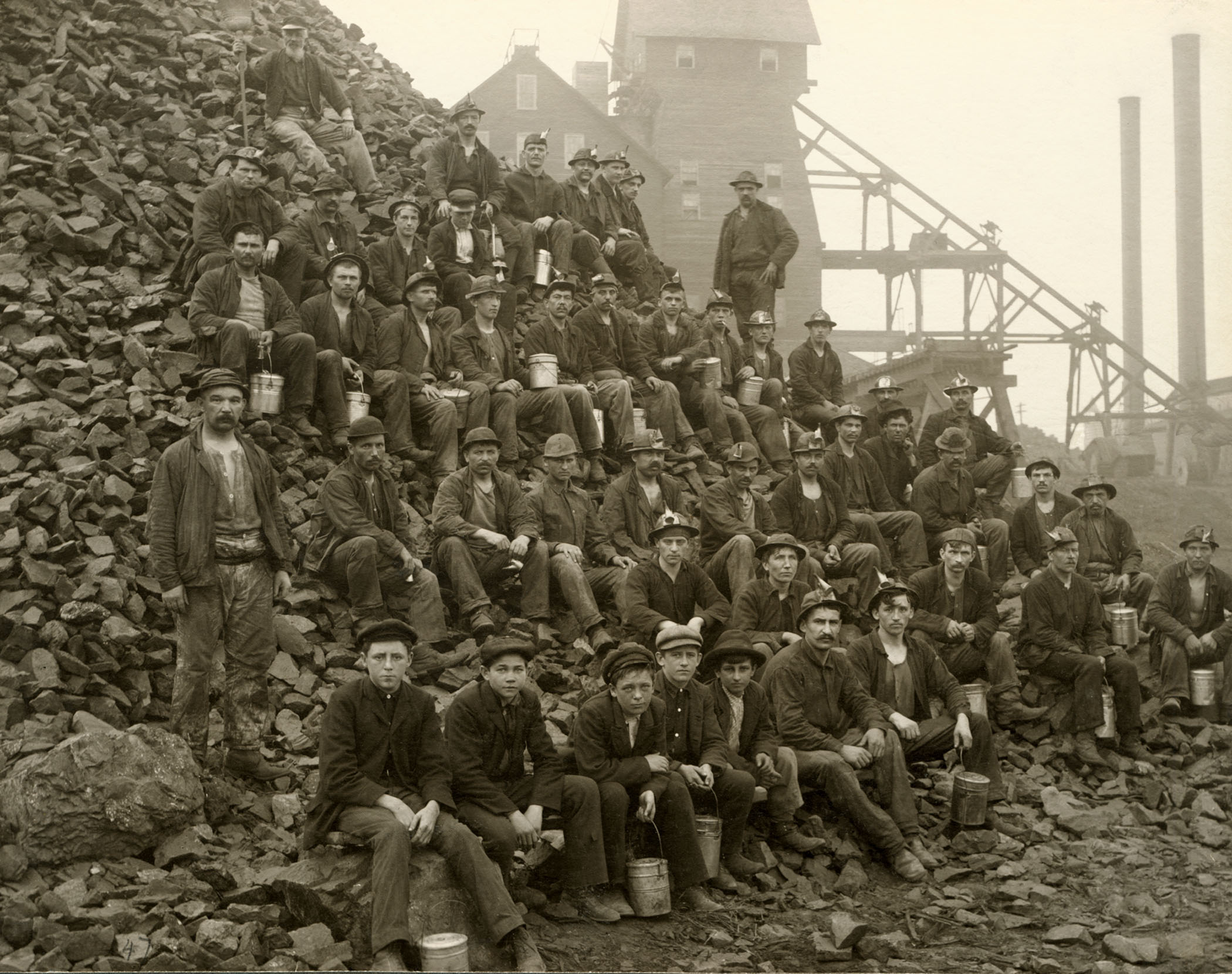
عمال المناجم في منجم تاماراك في بلد النحاس، ميشيغان، الولايات المتحدة في عام 1905.

في التاريخ الاستعماري المبكر للأمريكتين، «صودرت الذهب والفضة الأصلية بسرعة وأعيدت إلى إسبانيا في أساطيل من الذهب والفضة المحملة غاليونس»،  الذهب والفضة التي نشأت في الغالب من الألغام في أمريكا الوسطى والجنوبية. الفيروز، إلى، 700، إعن، نوكأ، منجم، إلى داخل، ما قبل كولومبوس، أميركا؛، ال التعريف، في منطقة سيريلوس للتعدين في نيو مكسيكو، تشير التقديرات إلى أنه «تم إزالة حوالي 15000 طن من الصخور من جبل تشالشيهيتل باستخدام أدوات حجرية قبل عام 1700» t
وأصبح التعدين في الولايات المتحدة سائدا في القرن التاسع عشر، وتم إصدار قانون التعدين العام لعام 1872 لتشجيع التعدين في الأراضي الاتحادية. كما هو الحال مع راش الذهب في كاليفورنيا في منتصف القرن التاسع عشر، كان التعدين للمعادن والمعادن الثمينة، جنبا إلى جنب مع تربية المواشي، عاملا أساسيا في التوسع الغربي إلى ساحل المحيط الهادئ. ومع استكشاف الغرب، أقيمت معسكرات للتعدين و «أعربت عن روح مميزة وإرث دائم للأمة الجديدة». سوف راشرس الذهب تواجه نفس المشاكل كما راشيل الأراضي من الغرب العابر التي سبقت لهم. وبمساعدة السكك الحديدية، سافر الكثيرون إلى الغرب للحصول على فرص عمل في مجال التعدين. نشأت المدن الغربية مثل دنفر وسكرامنتو كبلدات تعدين.
عندما تم استكشاف مناطق جديدة، كان عادة الذهب ((المتبر) راسب محتو على الذهب) ثم الفضة التي أخذت في حيازة واستخراجها أولا. وغالبا ما تنتظر المعادن الأخرى السكك الحديدية أو القنوات، حيث أن غبار الذهب الخشبي وشذراته لا يتطلبان الصهر ويسهل التعرف عليهما ونقلهما.

### العصر الحديث

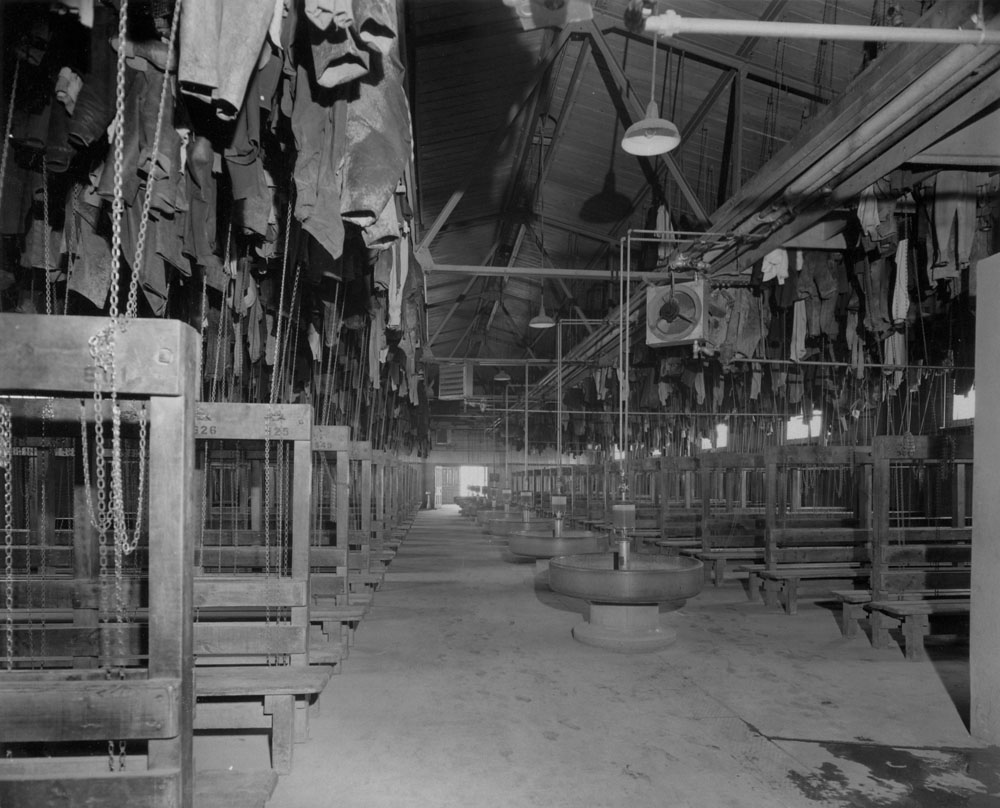
عرض تظهر ملابس عمال المناجم معلقة بواسطة البكرات، وأيضا أحواض غسيل ونظام التهوية، بحيرة كيركلاند، أونتاريو، 1936.

في أوائل القرن 20th، والذهب والفضة الاندفاع إلى غرب الولايات المتحدة أيضا حفز التعدين للفحم وكذلك المعادن الأساسية مثل النحاس والرصاص والحديد. أصبحت المناطق في مونتانا الحديثة، ولاية يوتا، أريزونا، وفي وقت لاحق ألاسكا في الغالب موردي النحاس إلى العالم، الذي يطالب على نحو متزايد النحاس للسلع الكهربائية والأسر المعيشية. نمت صناعة التعدين في كندا بوتيرة أبطأ مما كانت عليه في الولايات المتحدة بسبب القيود المفروضة على النقل ورأس المال والمنافسة الأمريكية. كانت أونتاريو المنتج الرئيسي في أوائل القرن العشرين بالنيكل والنحاس والذهب.
وفي الوقت نفسه، شهدت أستراليا الاندفاع الذهب الأسترالي وبحلول 1850s تنتج 40٪ من الذهب في العالم، تليها إنشاء مناجم كبيرة مثل منجم جبل مورغان، التي استمرت لمدة ما يقرب من مائة سنة، بروكين هيل الودائع خام (واحدة من وأكبر رواسب خام الزنك والرصاص)، ومناجم خام الحديد في مقبض الحديد. وبعد انخفاض الإنتاج، حدثت طفرة أخرى في التعدين في الستينيات. الآن، في أوائل القرن الحادي والعشرين، لا تزال أستراليا منتجا رئيسيا في مجال المعادن العالمية.
ومع بداية القرن الحادي والعشرين، نشأت صناعة تعدينية معولمة في شركات كبيرة متعددة الجنسيات. كما أصبحت معادن الذروة والآثار البيئية مصدر قلق. وقد بدأت العناصر المختلفة، ولا سيما المعادن الأرضية النادرة، في زيادة الطلب نتيجة للتكنولوجيات الجديدة.

## تطوير المناجم ودورة الحياة

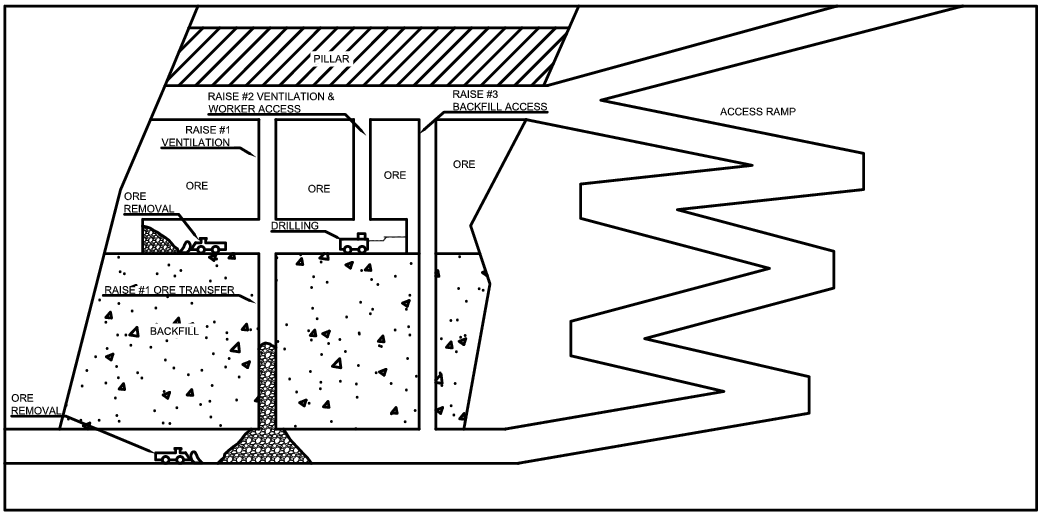
تخطيطي لعملية قطع وملء التعدين في الصخور الصلبة.

عملية التعدين من اكتشاف الجسم الخام من خلال استخراج المعادن وأخيرا إلى إعادة الأرض إلى حالتها الطبيعية تتكون من عدة خطوات متميزة. الأول هو اكتشاف الجسم خام، الذي يتم من خلال التنقيب أو الاستكشاف لإيجاد ومن ثم تحديد مدى وموقع وقيمة الجسم خام. وهذا يؤدي إلى تقدير الموارد الرياضية لتقدير حجم ودرجة الودائع
ويستخدم هذا التقدير لإجراء دراسة جدوى مسبقة لتحديد الاقتصاد النظري لوديعة خام. ويحدد ذلك، في وقت مبكر، ما إذا كان هناك حاجة إلى مزيد من الاستثمار في التقديرات والدراسات الهندسية ويحدد المخاطر الرئيسية والمجالات لمزيد من العمل. والخطوة التالية هي إجراء دراسة جدوى لتقييم الجدوى المالية، والمخاطر التقنية والمالية، ومتانة المشروع.
هذا هو عندما تتخذ شركة التعدين القرار سواء لتطوير المنجم أو على المشي بعيدا عن المشروع. ويشمل ذلك تخطيط الألغام لتقييم الجزء القابل للاسترداد اقتصاديا من الإيداع، والتعدين واستخراج خام، قابلية التسويق ودفع مرتبات ركازات خام، والشواغل الهندسية، وطحن وتكاليف البنية التحتية والمالية ومتطلبات الأسهم، وتحليل المنجم المقترح من الحفر الأولي على طول الطريق من خلال لاستصلاح. وتعتمد نسبة الوديعة القابلة للاسترداد اقتصاديا على عامل التخصيب للخام في المنطقة.
وللوصول إلى الرواسب المعدنية داخل منطقة ما، يكون من الضروري في الغالب التنقيب عن طريق إزالة أو إزالة المواد التي لا تكون ذات أهمية مباشرة للعامل. وتمثل الحركة الكلية للخام والنفايات عملية التعدين. وكثيرا ما تكون النفايات أكثر من النفايات التي يتم استخراجها خلال حياة منجم، وذلك حسب طبيعة وموقع الجسم الخام. ويعتبر التخلص من النفايات والتخلص منها تكلفة كبيرة بالنسبة لمشغل التعدين، ولذلك فإن التوصيف المفصل لمواد النفايات يشكل جزءا أساسيا من برنامج الاستكشاف الجيولوجي لعملية التعدين.
وبمجرد أن يحدد التحليل الجسم خام معين يستحق التعافي، تبدأ التنمية لخلق الوصول إلى الجسم خام. يتم بناء مباني المناجم ومصانع التجهيز، ويتم الحصول على أية معدات ضرورية. تشغيل المنجم لاستعادة خام يبدأ ويستمر طالما أن الشركة التي تعمل المنجم يجد من الاقتصادي أن تفعل ذلك. مرة واحدة كل خام أن المنجم يمكن أن تنتج مربحة يتم استردادها، يبدأ الاستصلاح لجعل الأرض المستخدمة من قبل المنجم مناسبة للاستخدام في المستقبل.

## تقنيات التعدين

التعدين تحت سطحى.

ويمكن تقسيم تقنيات التعدين إلى نوعين من الحفريات المشتركة: التعدين السطحي والتعدين تحت سطح الأرض (تحت الأرض). واليوم، فإن التعدين السطحي هو أكثر شيوعا، وينتج، على سبيل المثال، 85٪ من المعادن (باستثناء البترول والغاز الطبيعي) في الولايات المتحدة، بما في ذلك 98٪ من الخامات المعدنية.
وتنقسم الأهداف إلى فئتين عامتين من المواد هما: رواسب الرواسب، التي تتكون من معادن قيمة في حصى الأنهار، ورمال الشاطئ، وغير ذلك من المواد غير المجمعة؛ والرواسب المنخفضة، حيث توجد المعادن القيمة في الأوردة، في الطبقات، أو في الحبوب المعدنية توزع عموما في جميع أنحاء كتلة من الصخور الفعلية. كلا النوعين من رواسب خام، بلاسر أو لودي، يتم استخلاصها من قبل كل من الأسطح والطرق تحت الأرض.
بعض التعدين، بما في ذلك الكثير من العناصر الأرضية النادرة وتعدين اليورانيوم، يتم عن طريق أساليب أقل شيوعا، مثل الرشح في الموقع: هذه التقنية لا تشمل الحفر على السطح ولا تحت الأرض. استخراج المعادن المستهدفة بهذه التقنية يتطلب أن تكون قابلة للذوبان، على سبيل المثال، البوتاس، كلوريد البوتاسيوم، كلوريد الصوديوم، كبريتات الصوديوم، التي تذوب في الماء. بعض المعادن، مثل المعادن النحاسية وأكسيد اليورانيوم، تتطلب حل حمض أو كربونات.

### التعدين السطحي
ويتم الاستخراج السطحي عن طريق إزالة (تجريد) الغطاء النباتي السطحي، والأوساخ، وإذا لزم الأمر، طبقات الأساس من أجل الوصول إلى رواسب خام مدفونة. وتشمل تقنيات التعدين السطحي: التعدين في الحفرة المفتوحة، وهو انتعاش المواد من حفرة مفتوحة في الأرض، واستغلال المحاجر، مماثلة لتعدين الحفرة المفتوحة، إلا أنها تشير إلى الرمال والحجر والطين؛ الذي يتكون من تجريد طبقات سطح قبالة للكشف عن خام / طبقات تحت؛ وإزالة الجبل، والتي ترتبط عادة مع تعدين الفحم، والذي ينطوي على أخذ قمة جبل قبالة للوصول إلى الودائع الخام في العمق. معظم الرواسب (ولكن ليس كلها) بلاسر، بسبب طبيعتها المدفونة ضحلة، يتم استخلاصها بواسطة الأسطح السطحية. وأخيرا، يشمل التعدين في المدافن مواقع يتم فيها حفر المطامر ومعالجتها.

### التعدين تحت الأرض

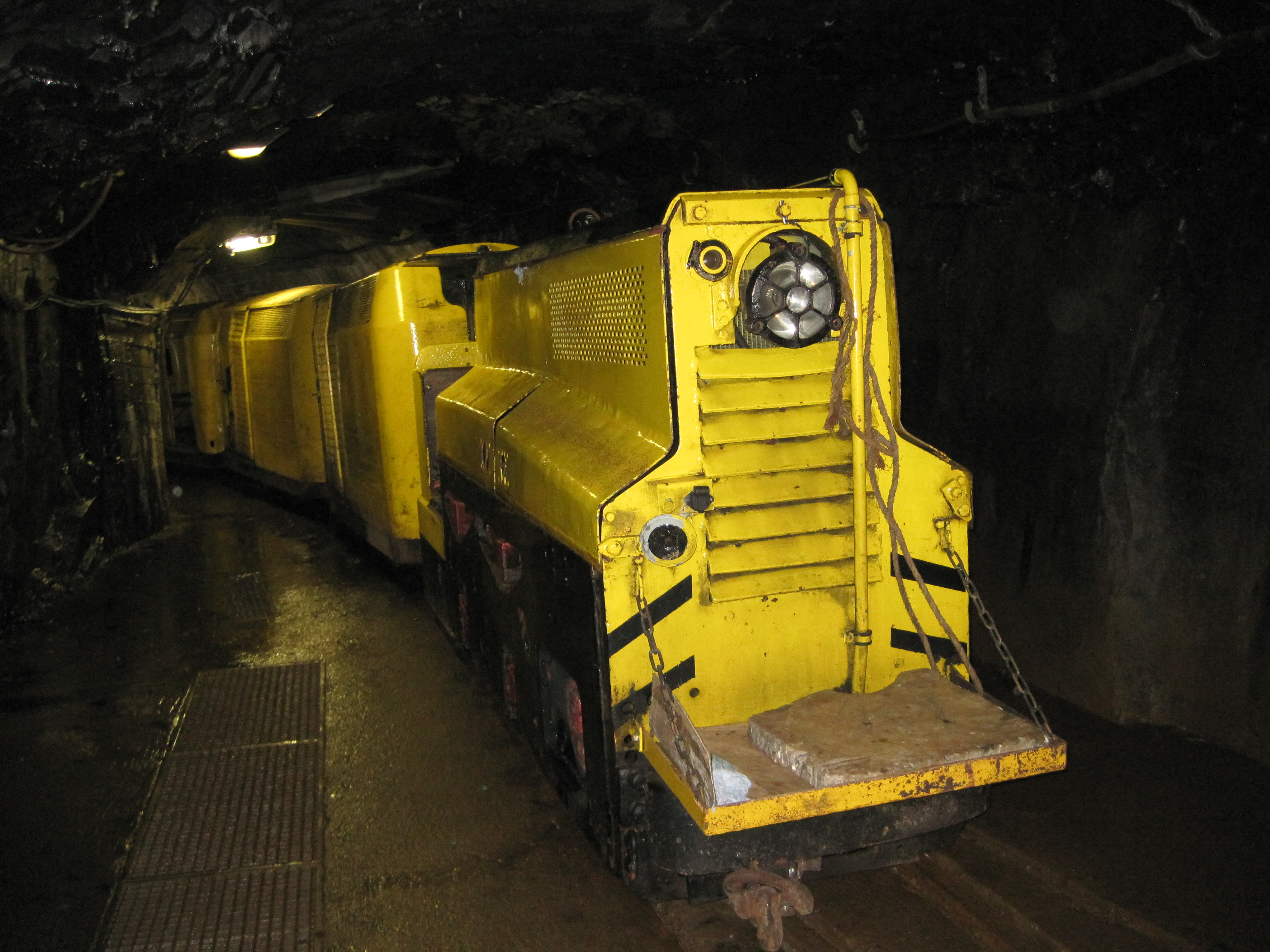
مانتريب تستخدم لنقل عمال المناجم داخل منجم تحت الأرض

ويتكون التعدين تحت السطحي من حفر الأنفاق أو مهاوي في الأرض للوصول إلى رواسب خام مدفونة للتجهيز وتخليص النفايات منها، يتم جلبها إلى السطح من خلال الأنفاق ومهاوي. ويمكن تصنيف التعدين تحت سطح الأرض حسب نوع مهاوي الوصول المستخدمة، وطريقة الاستخلاص أو التقنية المستخدمة للوصول إلى الرواسب المعدنية. يستخدم التعدين الانجراف الأنفاق الوصول الأفقي، يستخدم التعدين المنحدر مهاوي الوصول المنحدرة قطريا، ويستخدم التعدين رمح مهاوي الوصول العمودية. يتطلب التعدين في تشكيلات الصخور الصلبة والناعمة تقنيات مختلفة.
وتشمل الطرق الأخرى التعدين الانكماش التعدين، وهو التعدين صعودا، وخلق غرفة تحت الأرض المنحدرة، والتعدين جدار طويل، والذي يطحن سطح خام طويل تحت الأرض، والتعدين الغرفة والركيزة، وهو إزالة خام من الغرف في حين ترك الركائز في مكان لدعم سقف الغرفة. وكثيرا ما يؤدي التعدين في الغرف والأعمدة إلى تراجع التعدين، حيث تتم إزالة الركائز الداعمة عند تراجع عمال المناجم، مما يسمح للغرفة بالكهف، مما يؤدي إلى تخفيف المزيد من الخامات. وتشمل الأساليب الإضافية للتعدين تحت سطح الأرض التعدين الصخري الصخري، الذي يعد تعدين المواد الصلبة الصخرية (الناقلة أو المتحولة أو الرسوبية)، وتعدين الثقب، والتنقيب والتعدين، والتعدين المنحدر الطويل، والرصف من المستوى الفرعي، والكهوف.

### هيوال التعدين (سطحي)

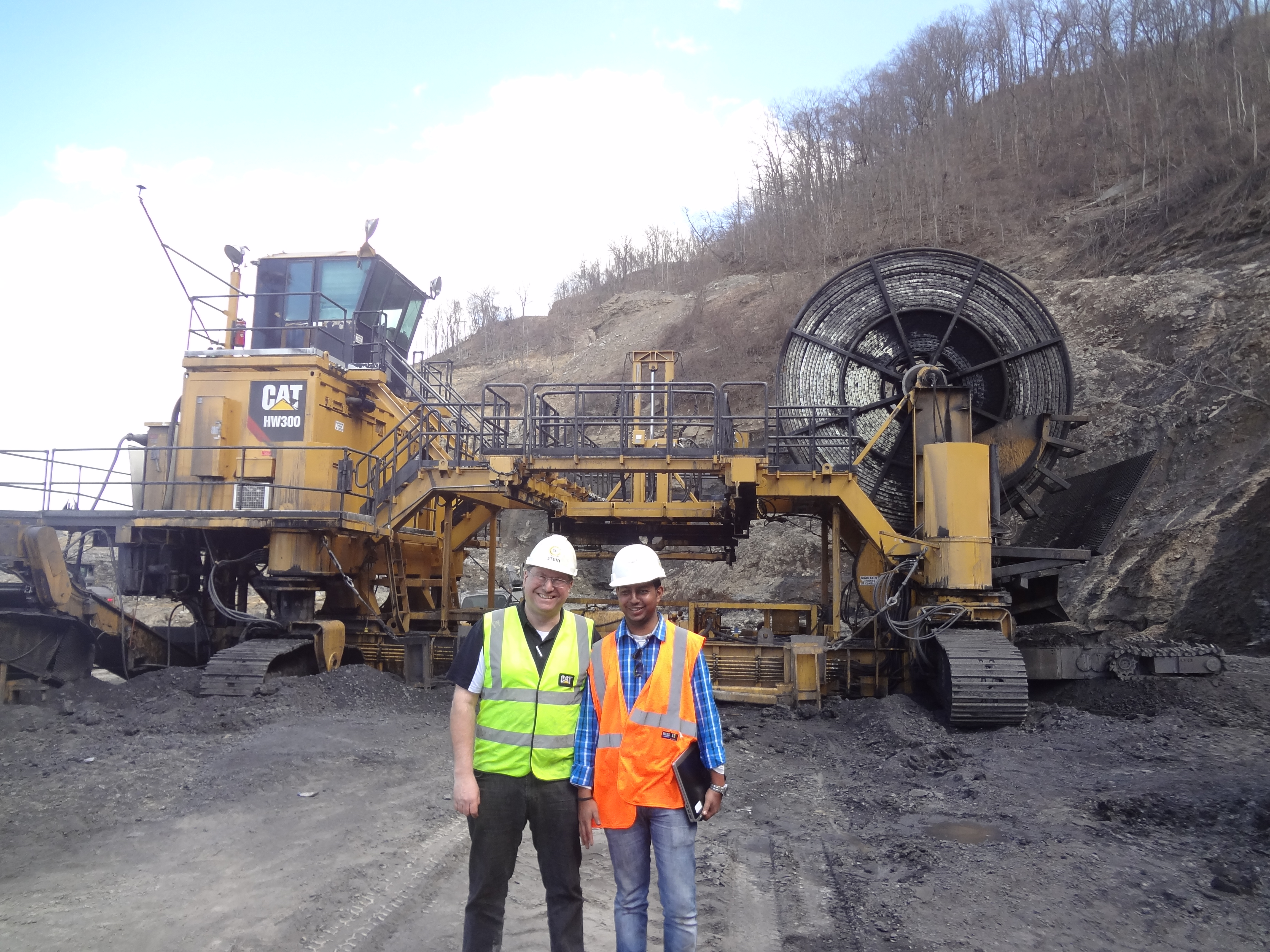
كاتربيلر هيوال مينر هو 300 - تكنولوجيا تستخدم في التعدين السطحى وتحت الأرض

هو شكل آخر من التعدين السطحي الذي تطورت من التعدين أوجير. في التعدين هيوال، يتم اختراق طبقة الفحم من قبل عامل المناجم المستمر التي تدفعها آلية نقل بوشبيم الهيدروليكية (بتم). وتشمل دورة نموذجية سومبينغ (إطلاق دفع إلى الأمام) والقص (رفع وخفض الطفرة القاطع لخفض ارتفاع كامل من التماس الفحم). مع استمرار دورة استرداد الفحم، يتم إطلاق القاطع تدريجيا في التماس الفحم ل 19.72 قدم (6.01 م). ثم، آلية نقل بوشبيم (بتم) تلقائيا إدراج 19.72 قدم (6.01 م) طويلة مستطيلة بوشبيام (المسمار الناقل الجزء) في قسم مركز الجهاز بين بويرهيد وكوترهيد. يمكن لنظام بوشبيم اختراق ما يقرب من 1000 قدم (300 متر) في التماس الفحم. يستخدم نظام التعدين هايوال على براءة اختراع أوجرز المغلقة داخل بوشبيم التي تمنع الفحم الملغومة من أن تكون ملوثة من الحطام الصخور أثناء عملية النقل. وباستخدام جهاز التصوير بالفيديو و / أو جهاز استشعار أشعة گاما و / أو أنظمة رادار جيو أخرى مثل جهاز استشعار كشف السطح البيني الصخري (سيد)، يمكن للمشغل أن يرى إسقاطا مسبقا لواجهة التماس والصخور وأن يوجه التقدم الذي يحرزه عامل المناجم المستمر. يمكن أن تنتج تعدين هيوال الآلاف من الأطنان من الفحم في عمليات الشريط الكفاف مع مقاعد ضيقة، والمناطق الملغومة سابقا، وتطبيقات المناجم الخنادق، وحزم الانحدار الشديد مع نظام مضخة تدفق المياه الخاضعة للرقابة و / أو نظام تنفيس الغاز (الخامل).

## آلات

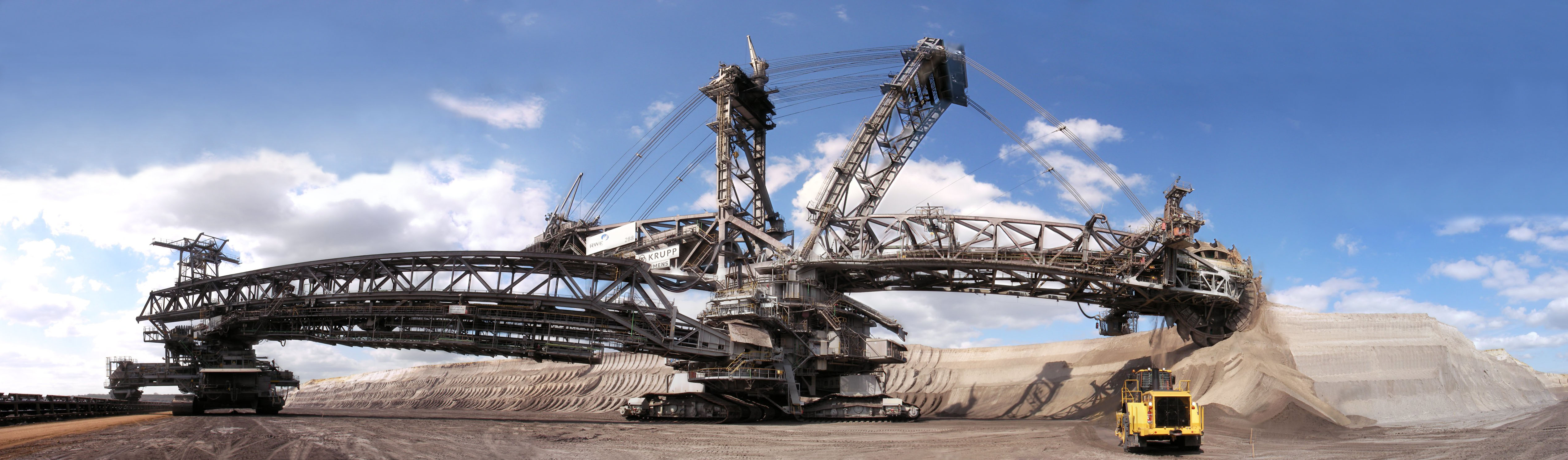
الباجر 288 هو حفارة دلو عجلة المستخدمة في قطاع التعدين. بل هو أيضا أكبر مركبة الأرض في كل العصور.

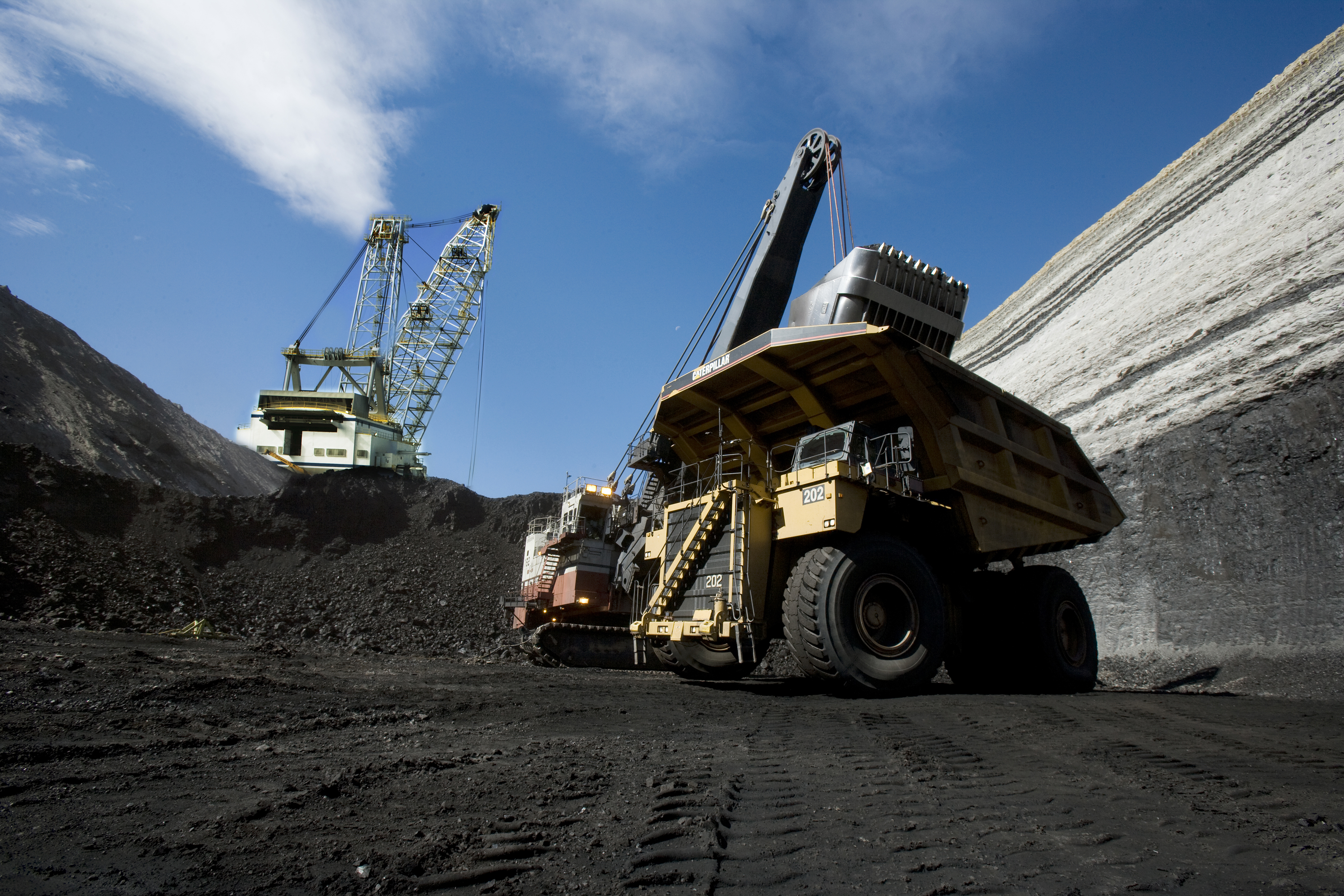
بوسيروس، إري، 2570 و كات، 797 في الشمال روشيل

وتستخدم الآلات الثقيلة في التعدين لاستكشاف وتطوير المواقع، لإزالة وتخزين عبء مثقل، لكسر وإزالة الصخور من صلابة ومتانة مختلفة، لمعالجة خام، وتنفيذ مشاريع الاستصلاح بعد إغلاق المنجم. الجرافات، والتدريبات، والمتفجرات والشاحنات كلها ضرورية لحفر الأرض. وفي حالة التعدين بالبلاس أو الحصى غير المتجمد أو اللوفيوم، يتم تغذيته في آلات تتكون من قادوس وشاشة تهتز أو ترومل تحرر المعادن المطلوبة من حصى النفايات. ثم تتركز المعادن باستخدام السدود أو العربات.
وتستخدم التدريبات الكبيرة لإغراق مهاوي، وقفزات الحفر، والحصول على عينات للتحليل. وتستخدم الترام لنقل عمال المناجم والمعادن والنفايات. وتحمل المصاعد عمال المناجم داخل المناجم وخارجها، وتحرك الصخور والخامات، والآلات داخل وخارج الألغام الأرضية. وتستخدم الشاحنات الضخمة والمجارف والرافعات في التعدين السطحي لنقل كميات كبيرة من العبء الثقيل والخام. تستخدم مصانع المعالجة الكسارات الكبيرة، والمطاحن، والمفاعلات، والمحاليل وغيرها من المعدات لتعزيز المواد الغنية بالمعادن واستخراج المركبات والمعادن المطلوبة من الخام.

## معالجة
مرة واحدة يتم استخراج المعادن، وغالبا ما يتم معالجتها. علم المعادن الاستخراجية هو مجال متخصص في علم المعادن الذي يدرس استخراج المعادن القيمة من خاماتها، وخاصة من خلال الوسائل الكيميائية أو الميكانيكية.
معالجة المعادن (أو خلع الملابس المعدنية) هي منطقة متخصصة في علم المعادن التي تدرس الوسائل الميكانيكية للسحق والطحن والغسيل التي تمكن الفصل (المعادن الاستخراجية) من المعادن الثمينة أو المعادن من شوائبهم (النفايات). ويتكون تجهيز مواد خام الراكب من أساليب الفصل التي تعتمد على الجاذبية، مثل صناديق السد. وقد يكون من الضروري فقط هز أو غسل طفيف لتصنيف الرمال أو الحصى قبل المعالجة. ويتطلب تجهيز خام من منجم، سواء كان منجم سطح أو تحت سطح الأرض، أن يتم سحق خام الصخور ومسحوق قبل بدء استخراج المعادن القيمة. بعد سحق خام الخام، ويتم استرداد المعادن الثمينة من قبل واحد، أو مزيج من عدة، والتقنيات الميكانيكية والكيميائية.
وبما أن معظم الفلزات موجودة في الخامات كأكاسيد أو كبريتيدات، فيجب تخفيض المعدن إلى شكله المعدني. ويمكن تحقيق ذلك من خلال وسائل كيميائية مثل الصهر أو من خلال تخفيض الالكتروليتي، كما هو الحال في الألومنيوم. الهندسة الهندسية يجمع بين العلوم الجيولوجية مع استخراج المعادن والتعدين.

## تأثيرات بيئية

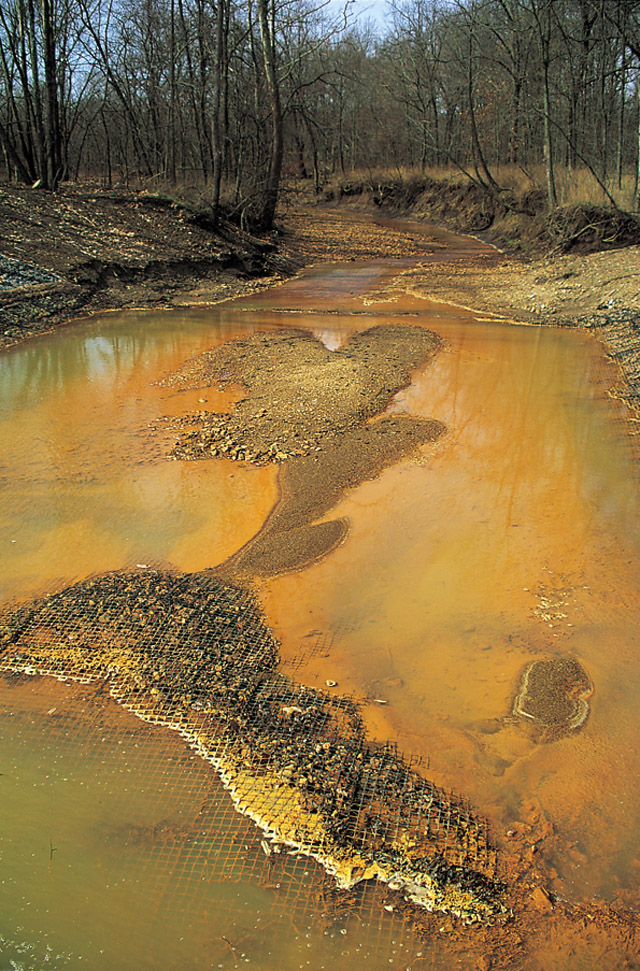
الحديد هيدروكسيد يرسب البقع تلقي حمض الصرف من التعدين الفحم السطح.

ويمكن أن تشمل القضايا البيئية التعرية، وتشكيل المجاري، وفقدان التنوع البيولوجي، وتلوث التربة والمياه الجوفية والمياه السطحية بواسطة مواد كيميائية من عمليات التعدين. وفي بعض الحالات، يجري قطع الأشجار في الغابات بالقرب من المناجم لخلق مساحة لتخزين الحطام والتربة الناشئين. والتلوث الناجم عن تسرب المواد الكيميائية يمكن أن يؤثر أيضا على صحة السكان المحليين إذا لم يسيطر عليها بشكل صحيح ومن الأمثلة الصارخة على التلوث الناجم عن أنشطة التعدين حرائق الفحم التي يمكن أن تستمر لسنوات أو حتى عقود، مما ينتج كميات هائلة من الأضرار البيئية.
ويتعين على شركات التعدين في معظم البلدان اتباع قوانين صارمة في مجالي البيئة وإعادة التأهيل بغية تقليل الأثر البيئي إلى الحد الأدنى وتجنب التأثير على صحة الإنسان. وتتطلب هذه المدونات واللوائح جميع الخطوات المشتركة لتقييم الأثر البيئي، ووضع خطط للإدارة البيئية، والتخطيط لإغلاق الألغام (الذي يجب القيام به قبل بدء عمليات التعدين)، والرصد البيئي أثناء التشغيل وبعد الإغلاق. بيد أنه في بعض المناطق، لا سيما في العالم النامي، قد لا تنفذ اللوائح الحكومية بشكل جيد.
وبالنسبة لشركات التعدين الكبرى وأية شركة تسعى للحصول على تمويل دولي، هناك عدد من الآليات الأخرى لإنفاذ المعايير البيئية الجيدة. وتتعلق هذه المعايير عموما بمعايير التمويل مثل مبادئ خط الاستواء، والمعايير البيئية لمؤسسة التمويل الدولية، ومعايير الاستثمار المسؤول اجتماعيا. وقد استخدمت شركات التعدين هذه الرقابة من القطاع المالي للحجة عن مستوى معين من التنظيم الذاتي للصناعة. وفي عام 1992، اقترح مركز الأمم المتحدة للشركات عبر الوطنية، في مؤتمر قمة الأرض في ريو، مشروع مدونة سلوك للشركات عبر الوطنية، ولكن مجلس الأعمال من أجل التنمية المستدامة (BCSD) إلى جانب غرفة التجارة الدولية (ICC) بنجاح للتنظيم الذاتي بدلا من ذلك.
وأعقب ذلك مبادرة التعدين العالمية التي بدأتها تسع من أكبر شركات المعادن والتعدين وأدت إلى تشكيل المجلس الدولي للتعدين والمعادن الذي كان هدفه «العمل كمحفز» في محاولة لتحسين والأداء الاجتماعي والبيئي في صناعة التعدين والفلزات على الصعيد الدولي  وقد وفرت صناعة التعدين التمويل لمختلف مجموعات الحفظ، التي يعمل بعضها مع جداول أعمال الحفظ التي تتعارض مع القبول الناشئ لحقوق السكان الأصليين - ولا سيما الحق في اتخاذ قرارات بشأن استخدام الأراضي 
ويحدث التصديق على الألغام ذات الممارسات الجيدة من خلال المنظمة الدولية للتوحيد القياسي (ISO). على سبيل المثال، فإن المعيارين ISO 9000 و ISO 14001، اللذين يشهدان على "نظام إدارة بيئية قابل للتدقيق"، ينطويان على عمليات تفتيش قصيرة، على الرغم من أنهما متهما بعدم الدقة: 183-4 تتوفر الشهادة أيضا من خلال " مبادرة التقارير العالمية، ولكن هذه التقارير طوعية وغير مؤكدة. وتوجد برامج أخرى لإصدار الشهادات من أجل مشاريع مختلفة، عادة من خلال مجموعات غير ربحية :185–6
وكان الغرض من ورقة (EPS PEAKS) لعام 2012 تقديم أدلة على السياسات التي تدير التكاليف الإيكولوجية وتعظيم الفوائد الاجتماعية والاقتصادية للتعدين باستخدام المبادرات التنظيمية للبلد المضيف. ووجدت الأدبيات الموجودة التي تشير إلى أن المانحين يشجعون البلدان النامية على:
- جعل الصلة بين البيئة والفقر وإدخال تدابير الثروة المتطورة وحسابات رأس المال الطبيعي.
- إصلاح الضرائب القديمة تمشيا مع الابتكار المالي الأحدث، والانخراط مباشرة مع الشركات، وسن استخدام الأراضي وتقييم الأثر، ودمج وكالات الدعم والمعايير المتخصصة.
- وضع مبادرات الشفافية والمشاركة المجتمعية باستخدام الثروة المتراكمة.

### المخلفات
وتولد مطاحن الخام كميات كبيرة من النفايات تسمى المخلفات. فعلى سبيل المثال، يتم توليد 99 طنا من النفايات لكل طن من النحاس ، مع وجود نسب أعلى في تعدين الذهب - لأنه لا يستخرج سوى 5,3 غرام من الذهب لكل طن من خام، ينتج طن من الذهب 000 200 طن من المخلفات. ] (مع مرور الوقت وتستنفد الرواسب أكثر ثراء - والتكنولوجيا يحسن للسماح - هذا العدد هو الذهاب إلى 5 غرام وأقل.) هذه المخلفات يمكن أن تكون سامة. وعادة ما يتم إلقاء المخلفات، التي تنتج عادة كطين، في أحواض مصنوعة من الوديان الموجودة طبيعيا. وتؤمن هذه الأحواض بواسطة السدود (السدود أو سدود السدود). وفي عام 2000، قدر أن هناك 500 3 مخلفات من المخلفات، وأن كل عام يتراوح بين 2 و 5 حالات إخفاق رئيسية و 35 حالة إخفاق طفيفة؛  على سبيل المثال، في كارثة التعدين في ماركوبر، أفرج عن ما لا يقل عن مليوني طن من المخلفات إلى محلية النهر. كما أن التخلص من المخلفات تحت المائي هو خيار آخر. وذهبت صناعة التعدين إلى أن التخلص من مخلفات الغواصات، الذي يتخلص من المخلفات في البحر، يعتبر مثاليا لأنه يتجنب مخاطر أحواض المخلفات؛ على الرغم من أن هذه الممارسة غير قانونية في الولايات المتحدة وكندا، فإنه يستخدم في العالم النامي.
وتصنف النفايات إما معقمة أو معادن، مع إمكانية توليد الأحماض، وتشكل حركة وتخزين هذه المواد جزءا رئيسيا من عملية تخطيط الألغام. وعندما تحدد الحزمة المعدنية بالقطع الاقتصادي، عادة ما يتم التخلص من النفايات المعدنية القريبة من الدرجة بشكل منفصل بهدف المعالجة في وقت لاحق إذا تغيرت ظروف السوق وأصبحت مجدية اقتصاديا. وتستخدم معلمات تصميم الهندسة المدنية في تصميم مقالب النفايات، وتنطبق شروط خاصة على مناطق هطول الأمطار العالية وعلى المناطق النشطة زلزاليا. يجب أن تستوفي تصاميم تفريغ النفايات جميع المتطلبات التنظيمية للبلد الذي يقع المنجم في نطاق اختصاصه. ومن الممارسات الشائعة أيضا إعادة تأهيل النفايات إلى معيار مقبول دوليا، وهو ما يعني في بعض الحالات تطبيق معايير أعلى من المعايير التنظيمية المحلية.

### الطاقة المتجددة والتعدين
العديد من مواقع التعدين بعيدة وغير متصلة بالشبكة. يتم توليد الكهرباء عادة مع مولدات الديزل. بسبب ارتفاع تكلفة النقل والسرقة أثناء النقل تكلفة توليد الكهرباء عادة عالية. وأصبحت تطبيقات الطاقة المتجددة بديلا أو تعديلا. ويمكن لمحطات توليد الطاقة الشمسية وطاقة الرياح أن تسهم في توفير تكاليف الديزل في مواقع التعدين. وقد بنيت تطبيقات الطاقة المتجددة في مواقع التعدين. وفورات في التكاليف يمكن أن تصل إلى 70٪.

## صناعة التعدين
ويوجد التعدين في العديد من البلدان. لندن معروفة بأنها عاصمة «بيوت التعدين» العالمية مثل مجموعة ريو تينتو، بي إتش بي بيليتون، وأنجلو أمريكان بلك. صناعة التعدين في الولايات المتحدة هي أيضا كبيرة، ولكن يهيمن عليها الفحم والمعادن اللافلزية الأخرى (على سبيل المثال، الروك والرمال)، وقد عملت لوائح مختلفة للحد من أهمية التعدين في الولايات المتحدة. وفي عام 2007، بلغ إجمالي القيمة السوقية لشركات التعدين 962 مليار دولار أمريكي، مقارنة مع إجمالي القيمة السوقية العالمية للشركات المتداولة في البورصة بنحو 50 تريليون دولار أمريكي في عام 2007. وفي عام 2002، أفيد بأن شيلي وبيرو هما بلدان التعدين الرئيسية في أمريكا الجنوبية. وتشمل صناعة المعادن في أفريقيا استخراج المعادن المختلفة؛ فإنها تنتج القليل نسبيا من المعادن الصناعية النحاس والرصاص والزنك، ولكن وفقا لتقديرات واحدة كنسبة مئوية من الاحتياطي العالمي 40٪ من الذهب و 60٪ من الكوبالت و 90٪ من المعادن البلاتينية في العالم. ويشكل التعدين في الهند جزءا هاما من اقتصاد ذلك البلد. في العالم المتقدم، والتعدين في أستراليا، مع بب بيليتون تأسست ومقرها في البلاد، والتعدين في كندا ذات أهمية خاصة. وبالنسبة للتنقيب عن المعادن الأرضية النادرة، قيل إن الصين تسيطر على 95٪ من الإنتاج في عام 2013.

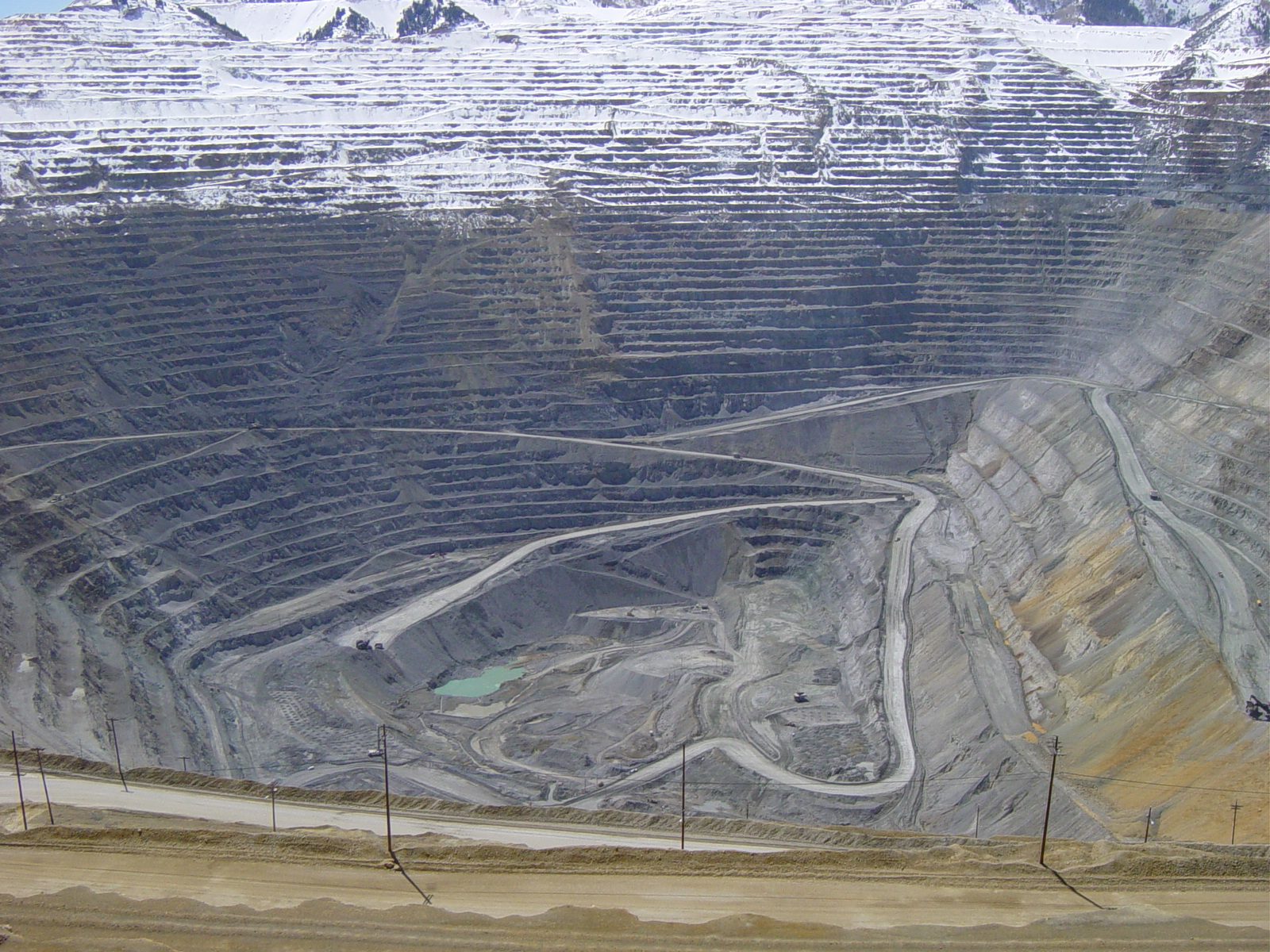
منجم بينغهام كانيون من ريو تينتو الفرعية، كينيكوت يوتا النحاس.

وفي حين أن عمليات التنقيب والتعدين يمكن أن يضطلع بها فرادى أصحاب المشاريع أو الأعمال التجارية الصغيرة، فإن معظم الألغام الحديثة هي مشاريع كبيرة تتطلب قدرا كبيرا من رأس المال. وبالتالي، فإن قطاع التعدين في هذه الصناعة يهيمن عليه عدد كبير من الشركات المتعددة الجنسيات، ومعظمها مدرج في القائمة. ويمكن القول إن ما يشار إليه ب «صناعة التعدين» هو في الواقع قطاعان، أحدهما متخصص في استكشاف الموارد الجديدة والآخر في تعدين تلك الموارد. ويتكون قطاع الاستكشاف عادة من الأفراد وشركات الموارد المعدنية الصغيرة، التي يطلق عليها «صغار»، التي تعتمد على رأس المال الاستثماري. ويتكون قطاع التعدين من شركات كبيرة متعددة الجنسيات تتولى الإنتاج من عمليات التعدين. الصناعات الأخرى المختلفة مثل تصنيع المعدات، والاختبارات البيئية، وتحليل المعادن تعتمد على، ودعم صناعة التعدين في جميع أنحاء العالم. وتركز البورصات الكندية بشكل خاص على شركات التعدين، وخاصة شركات التنقيب المبتدئ من خلال بورصة تسكس فينشر، الشركات الكندية ترفع رأس المال في هذه البورصات ثم تستثمر الأموال في الاستكشاف عالميا. وقد جادل البعض بأن أقل من صغار السن هناك قطاع كبير من الشركات غير الشرعية تركز أساسا على التلاعب في أسعار الأسهم 
ويمكن تجميع عمليات التعدين في خمس فئات رئيسية من حيث موارد كل منها. هذه هي استخراج النفط والغاز، تعدين الفحم، تعدين المعادن الخام، تعدين المعادن غير المعدنية واستغلال المحاجر، وأنشطة دعم التعدين. ومن بين هذه الفئات، يظل استخراج النفط والغاز واحدا من أكبر القطاعات من حيث أهميته الاقتصادية العالمية. ويجري الآن استكشاف مواقع التعدين المحتملة، وهي مجال حيوي يثير القلق بالنسبة لصناعة التعدين، باستخدام تكنولوجيات جديدة متطورة مثل التنقيب عن الزلازل وسواتل الاستشعار عن بعد. ويتأثر التعدين بشدة بأسعار المعادن الأساسية التي غالبا ما تكون متقلبة. وأدت ازدهار السلع الأساسية في عام 2000 («السلع الأساسية») إلى زيادة أسعار السلع الأساسية، مما أدى إلى التعدين العدواني. وبالإضافة إلى ذلك، ارتفع سعر الذهب بشكل كبير في 2000s، مما زاد من تعدين الذهب؛ على سبيل المثال، وجدت إحدى الدراسات أن تحويل الغابات في منطقة الأمازون زاد ستة أضعاف من الفترة 2003-2006 (292 هكتارا / سنة) إلى الفترة 2006-2009 (915 1 هكتارا في السنة)، ويرجع ذلك إلى حد كبير إلى التعدين الحرفي 

### تصنيفات الشركات
ويمكن تصنيف شركات التعدين على أساس حجمها وقدراتها المالية:
- وتعتبر الشركات الكبرى لديها إيرادات سنوية متصلة بالتعدين تبلغ أكثر من 500 مليون دولار أمريكي، مع القدرة المالية على تطوير منجم رئيسي بمفردها.
- الشركات المتوسطة لديها ما لا يقل عن 50 مليون $ في الإيرادات السنوية ولكن أقل من 500 مليون $.
- وتعتمد الشرکات الصغیرة علی تمویل الأسھم کوسیلة رئیسیة لاستکشاف التمویل. صغار الشركات هي أساسا شركات الاستكشاف النقي، ولكن قد تنتج أيضا الحد الأدنى، وليس لديهم عائدات تتجاوز 50 مليون دولار أمريكي.[54]

### التنظيم والإدارة
وتهدف اللوائح الجديدة وعملية الإصلاحات التشريعية إلى تحسين مواءمة واستقرار قطاع التعدين في البلدان الغنية بالمعادن. ولا تزال التشريعات الجديدة المتعلقة بصناعة التعدين في البلدان الأفريقية تشكل مشكلة، ولكن من الممكن حلها، عندما يتم التوصل إلى توافق في الآراء بشأن أفضل نهج. ومع بداية القرن الحادي والعشرين، كان قطاع التعدين المزدهر والمعقد بصورة متزايدة في البلدان الغنية بالمعادن يوفر فوائد طفيفة فقط للمجتمعات المحلية، لا سيما في ضوء قضايا الاستدامة. ودعا النقاش المتزايد والتأثير من جانب المنظمات غير الحكومية والمجتمعات المحلية إلى اعتماد جديد يشمل أيضا المجتمعات المحرومة، والعمل على تحقيق التنمية المستدامة حتى بعد إغلاق الألغام (بما في ذلك الشفافية وإدارة الإيرادات). وبحلول أوائل العقد الأول من القرن الحادي والعشرين، أصبحت قضايا التنمية المجتمعية وإعادة التوطين من الشواغل الرئيسية في مشاريع التعدين التابعة للبنك الدولي. وقد أدى التوسع في صناعة التعدين بعد أن ارتفعت أسعار المعادن في عام 2003، وكذلك الإيرادات المالية المحتملة في تلك البلدان إلى إغفال القطاعات الاقتصادية الأخرى من حيث التمويل والتنمية. وعالوة على ذلك، أبرز هذا الطلب اإلقليمي والمحلي على إيرادات التعدين وعجز الحكومات دون الوطنية عن استخدام اإليرادات بفعالية. وقد أبرز معهد فريزر (وهو مركز فكر كندي) قوانين حماية البيئة في البلدان النامية، فضلا عن الجهود الطوعية التي تبذلها شركات التعدين لتحسين تأثيرها البيئي.
وفي عام 2007، تم تعميم مبادرة الشفافية في الصناعات الاستخراجية (EITI) في جميع البلدان التي تتعاون مع البنك الدولي في إصلاح صناعة التعدين. تعمل المبادرة وتنفذ بدعم من الصندوق الاستئماني المتعدد المانحين للمبادرة، الذي يديره البنك الدولي. تهدف مبادرة الشفافية في الصناعات الاستخراجية (EITI) إلى زيادة الشفافية في المعاملات بين الحكومات والشركات في الصناعات الاستخراجية  من خلال رصد الإيرادات والمنافع بين الصناعات والحكومات المتلقية. وعملية الدخول طوعية لكل بلد، وتراقبها جهات معنية متعددة، بما في ذلك الحكومات والشركات الخاصة وممثلو المجتمع المدني، المسؤولة عن الكشف عن تقرير المصالحة ونشره؛ بيد أن العيب التنافسي للشركة عن طريق التقرير العام للشركة بالنسبة لبعض الشركات في غانا على الأقل، القيد الرئيسي. لذلك، فإن تقييم النتائج من حيث فشل أو نجاح اللائحة الجديدة للمبادرة ليس فقط «على عاتق الحكومة» ولكن أيضا على المجتمع المدني والشركات.
ومن ناحية أخرى، ينطوي التنفيذ على قضايا؛ إدراج أو استبعاد التعدين الحرفي والتعدين الصغير النطاق من مبادرة الشفافية في مجال الصناعات الاستخراجية (EITI) وكيفية التعامل مع المدفوعات «غير النقدية» التي تقدمها الشركات إلى الحكومات دون الوطنية. وعلاوة على ذلك، فإن العائدات غير المتناسبة التي يمكن أن تعود بها صناعة التعدين إلى العدد القليل نسبيا من الناس الذين تستخدمها ، تتسبب في مشاكل أخرى، مثل نقص الاستثمار في قطاعات أخرى أقل ربحا، مما يؤدي إلى تقلبات في الإيرادات الحكومية بسبب تقلبات النفط الأسواق. ومن الواضح أن التعدين الحرفي مسألة في بلدان المبادرة مثل جمهورية أفريقيا الوسطى، و D.R. والكونغو، وغينيا، وليبريا، وسيراليون - أي ما يقرب من نصف بلدان التعدين التي تنفذ المبادرة. ومن بين أمور أخرى، محدودية نطاق مبادرة الشفافية في مجال الصناعات الاستخراجية (EITI) التي تنطوي على تباين في المعرفة بمهارات الصناعة والتفاوض، ومرونة السياسة حتى الآن (مثل حرية البلدان في التوسع بما يتجاوز المتطلبات الدنيا وتكييفها مع احتياجاتها) خطر التنفيذ غير الناجح. وزيادة الوعي العام، حيث ينبغي للحكومة أن تكون بمثابة جسر بين الجمهور والمبادرة الرامية إلى تحقيق نتيجة ناجحة للسياسة العامة، عنصر هام ينبغي النظر فيه.

### البنك العالمي
ويشارك البنك الدولي في مجال التعدين منذ عام 1955، وذلك أساسا من خلال منح من البنك الدولي للإنشاء والتعمير، مع وكالة ضمان الاستثمارات المتعددة الأطراف التي توفر التأمين ضد المخاطر السياسية. وفي الفترة ما بين عامي 1955 و 1990، قدم المشروع ما يتراوح بين 2 و 50 مشروعا للتعدين، مصنفة على نطاق واسع كإصلاح وإعادة تأهيل، وإنشاء ألغام جديدة، ومعالجة المعادن، والمساعدة التقنية، والهندسة. وقد انتقدت هذه المشاريع، ولا سيما مشروع فيرو كاراجاس في البرازيل، الذي بدأ في عام 1981. ووضع البنك الدولي قوانين تعدين ترمي إلى زيادة الاستثمار الأجنبي؛ في عام 1988 التمست تعليقات من 45 شركة تعدين بشأن كيفية زيادة مشاركتها.
في عام 1992 بدأ البنك الدولي في دفع خصخصة شركات التعدين المملوكة للحكومة مع مجموعة جديدة من الرموز، بدءا من تقريرها «إستراتيجية للتعدين الأفريقي». وفي عام 1997، تمت خصخصة أكبر شركة مناجم أمريكا اللاتينية كومبانهيا فيل دو ريو دوس (كفرد). وأدت هذه التطورات وغيرها من التطورات مثل قانون الفلبين للتعدين لعام 1995 إلى قيام البنك بنشر تقرير ثالث (تقديم المساعدة في تنمية قطاع المعادن وإصلاحه في البلدان الأعضاء) أيد إجراء تقييمات إلزامية للأثر البيئي والاهتمام بشواغل السكان المحليين. والمدونات القائمة على هذا التقرير لها تأثير في تشريعات الدول النامية. 22 تم تحليل نتائج هذه الرموز من قبل مجموعة من جامعة كيبيك، التي خلصت إلى أن الشفرات تشجيع الاستثمار الأجنبي ولكن «أقل من السماح بالتنمية المستدامة». ويعرف الارتباط السلبي الملحوظ بين الموارد الطبيعية والتنمية الاقتصادية بلعنة الموارد.

## السلامة

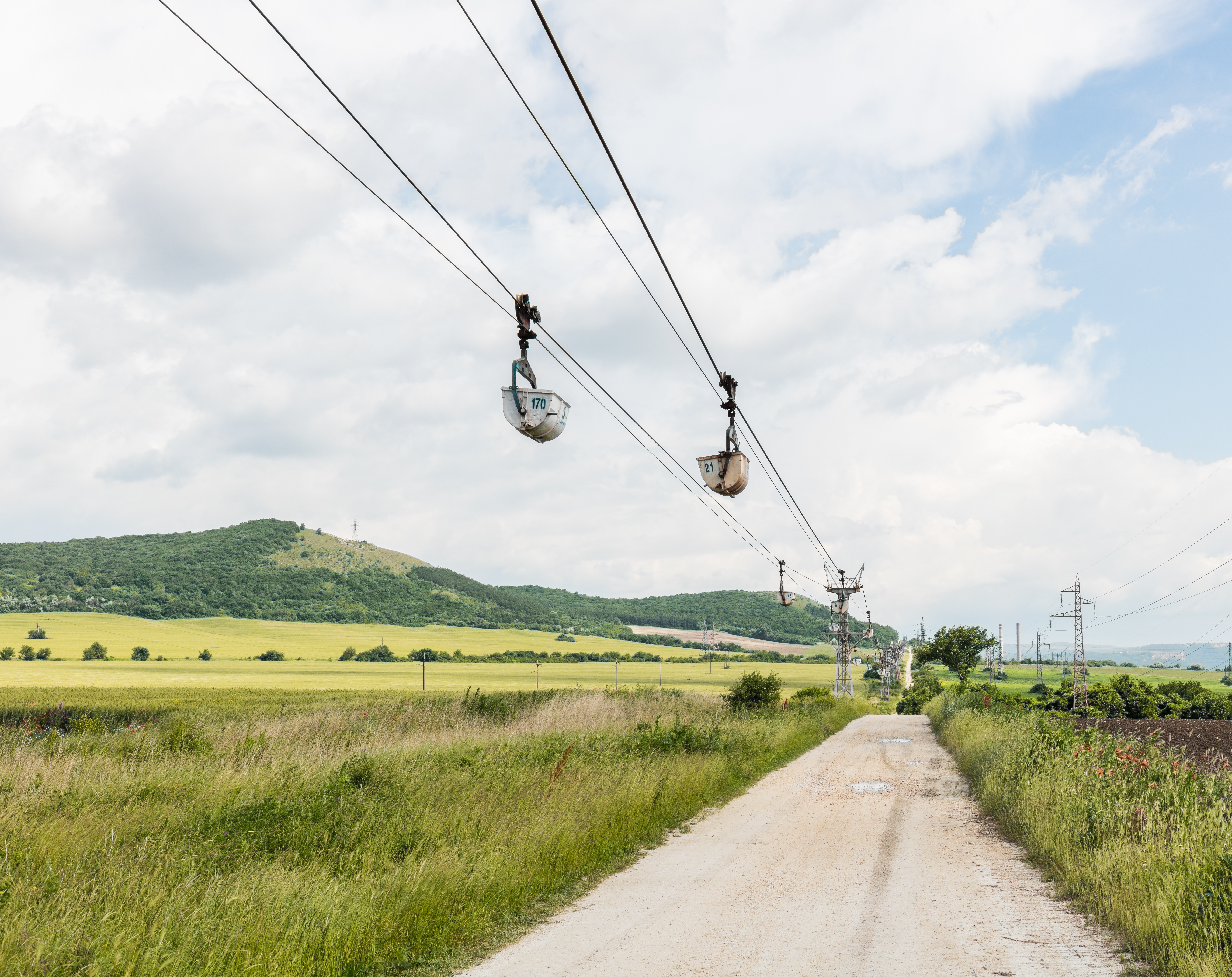
النقل التعدين إلى داخل ديفنيا، بولغاريا.

وكانت السلامة منذ فترة طويلة مصدر قلق في قطاع التعدين، وخاصة في مجال التعدين تحت سطح الأرض. كوارث كوريري الألغام، أسوأ حادث تعدين في أوروبا، وشملت وفاة 1099 عمال المناجم في شمال فرنسا في 10 مارس 1906. وتجاوزت هذه الكارثة فقط حادث بينكسيهو كوليري في الصين في 26 أبريل 1942، مما أسفر عن مقتل 1549 من عمال المناجم. وفي حين أن التعدين اليوم أكثر أمانا بكثير مما كان عليه في العقود السابقة، فإن حوادث التعدين لا تزال تحدث. وتشير الأرقام الحكومية إلى أن 000 5 من عمال المناجم الصينيين يموتون في حوادث كل عام، في حين تشير تقارير أخرى إلى أن عددهم يصل إلى 000 20 شخص  وتستمر حوادث التعدين في جميع أنحاء العالم، بما في ذلك الحوادث التي تسببت في عشرات القتلى في وقت مثل كارثة أوليانوفسكايا الألغام في عام 2007 في روسيا، وتفجير منجم هيلونغجيانغ في الصين في عام 2009، وكارثة الألغام الكبيرة الكبرى في الولايات المتحدة في عام 2010. لعنة.. .
هناك العديد من الأخطار المهنية المرتبطة بالتعدين، بما في ذلك التعرض لروكستاد التي يمكن أن تؤدي إلى أمراض مثل السيليكا، الاسبستوس، والتهاب الرئة. ويمكن أن تؤدي الغازات الموجودة في المنجم إلى الاختناق ويمكن أيضا إشعالها. يمكن أن تولد معدات التعدين ضجيجا كبيرا، مما يعرض العمال لخطر فقدان السمع. الكهوف الإضافية، سقوط الصخور، والتعرض للحرارة الزائدة هي أيضا المخاطر المعروفة.
التهوية المناسبة، وحماية السمع، ومعدات الرش بالماء هي ممارسات السلامة الهامة في المناجم.

## تسجيل

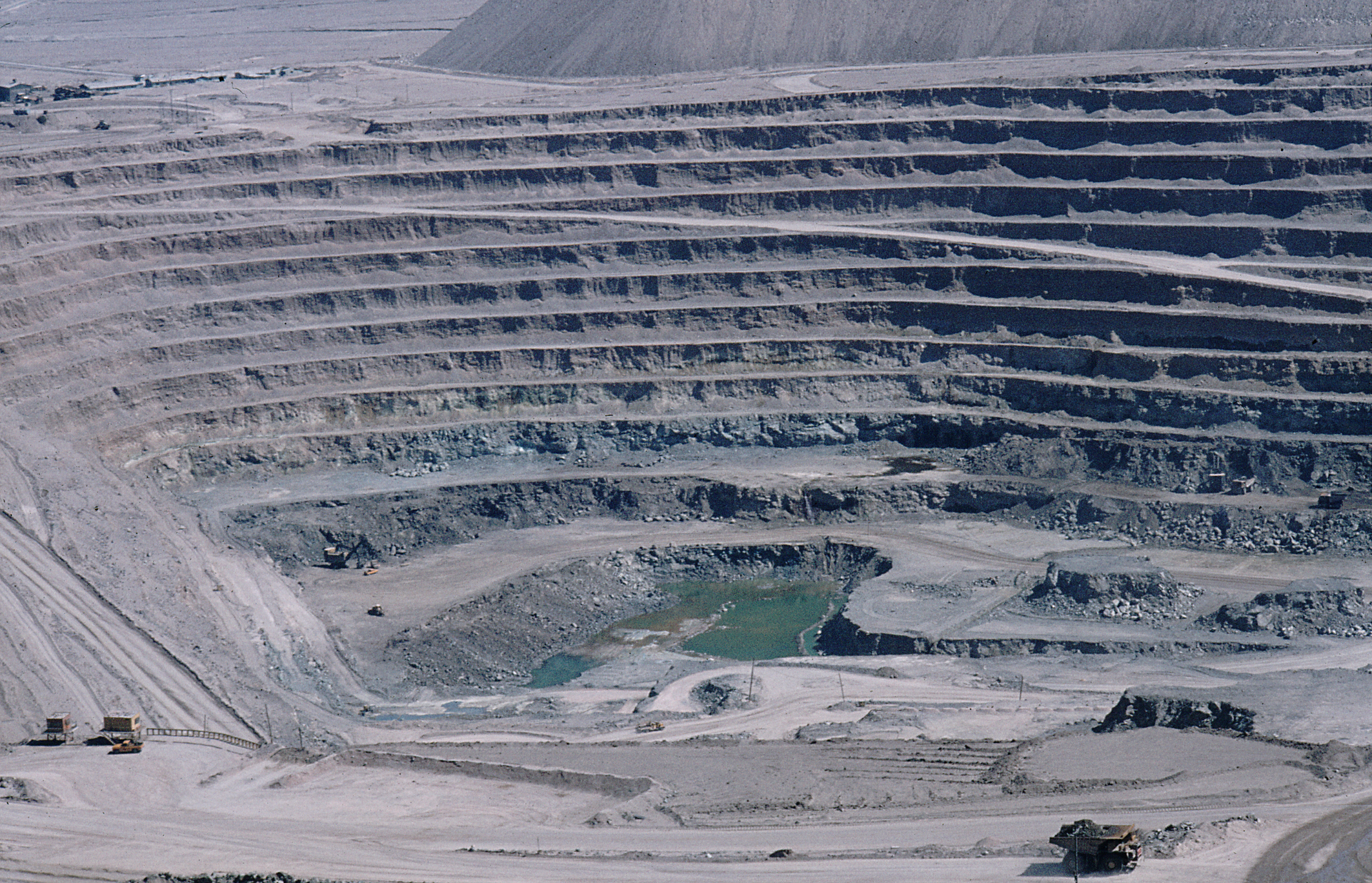
تشوكيكاماتا، تشيلي، موقع أكبر محيط وثاني أعمق منجم سطحي للنحاس في العالم.

اعتبارا من عام 2008، أعمق منجم في العالم هو توتونا في كارلتونفيل، جنوب أفريقيا على 3.9 كم (2.4 ميل)، لتحل محل منجم سافوكا المجاور في شمال غرب مقاطعة جنوب أفريقيا على 3,774 متر (12,382 قدم). منجم شرق راند في بوكسبرغ، جنوب أفريقيا سجل لفترة وجيزة الرقم القياسي في 3,585 متر (11,762 قدم)، وأعلن أول منجم أعمق في العالم كان أيضا توتونا عندما كان على 3,581 متر (11,749 قدم).
منجم الذهب في مواب خوتسونغ في شمال غرب مقاطعة (جنوب أفريقيا) لديها أطول حبل أسلاك الفولاذ المتعرج في العالم، وقادرة على خفض العمال إلى 3,054 متر (10,020 قدم) في رحلة واحدة دون انقطاع لمدة أربع دقائق.
وأعمق منجم في أوروبا هو العمود ال 16 لمناجم اليورانيوم في بريبرام، جمهورية التشيك على ارتفاع 1838 متر (6,030 قدم)،  والثاني هو بيرغويرك سار في سارلاند بألمانيا عند 1,750 متر (5,740 قدم).
وأعمق منجم مفتوح في العالم هو منجم بينغهام كانيون في بينغهام كانيون، يوتا، الولايات المتحدة على أكثر من 1200 متر (3,900 قدم). أكبر وأعمق منجم للنحاس مفتوح في العالم هو تشوكيكاماتا في تشوكيكاماتا، شيلي في 900 متر (3,000 قدم)، 443,000 طن من النحاس و 20,000 طن من الموليبدينوم المنتجة سنويا.
وأعمق المنجم المفتوح فيما يتعلق بمستوى سطح البحر هو تاجيباو هامباخ في ألمانيا، حيث تبلغ قاعدة الحفرة 293 مترا (961 قدما) تحت مستوى سطح البحر.
أكبر منجم تحت الأرض هومنجم كيرونافارا في كيرونا، السويد. مع 450 كيلومترا (280 ميل) من الطرق، و 40 مليون طن من خام تنتج سنويا، وعمق 1,270 متر (4,170 قدم)، كما أنها واحدة من الألغام الأرضية الحديثة. أعمق بئر في العالم هو كولا سوبيرديب بئر في 12,262 متر (40,230 قدم). ومع ذلك، فإن هذا ليس مسألة تعدين، بل يتعلق بالحفر العلمي.

## احتياطى معادن وإعادة تدوير
خلال القرن العشرين، تنوعت المعادن المتنوعة المستخدمة في المجتمع بسرعة. واليوم، فإن تنمية الدول الكبرى مثل الصين والهند والتطورات في التكنولوجيات تؤجج طلبا متزايدا على الدوام. والنتيجة هي أن أنشطة تعدين المعادن آخذة في الاتساع، وأن المزيد والمزيد من مخزونات المعادن في العالم فوق الأرض قيد الاستخدام بدلا من الأرض تحت الأرض كاحتياطيات غير مستخدمة. ومن الأمثلة على ذلك مخزون النحاس المستخدم. بين عامي 1932 و 1999، ارتفع النحاس المستخدم في الولايات المتحدة من 73 كيلوغراما (161 رطلا) إلى 238 كيلوغراما (525 رطل) للشخص الواحد.
يتم حفظ 95٪ من الطاقة المستخدمة في تصنيع الألمنيوم من خام البوكسيت باستخدام المواد المعاد تدويرها. ومع ذلك، فإن مستويات إعادة تدوير المعادن منخفضة عموما. وفي عام 2010، نشرت هيئة الموارد الدولية، التي استضافها برنامج الأمم المتحدة للبيئة، تقارير عن المخزونات المعدنية الموجودة داخل المجتمع  ومعدلات إعادة تدويرها.
ولاحظ مؤلفون التقرير أن المخزونات المعدنية في المجتمع يمكن أن تكون بمثابة مناجم ضخمة فوق سطح الأرض. ومع ذلك، حذروا من أن معدلات إعادة تدوير بعض المعادن النادرة المستخدمة في تطبيقات مثل الهواتف المحمولة، وحزم البطارية للسيارات الهجينة، وخلايا الوقود منخفضة جدا أنه ما لم تتزايد معدلات إعادة التدوير في نهاية العمر في المستقبل بشكل كبير هذه المعادن الحرجة سوف تصبح غير متوفرة للاستخدام في التكنولوجيا الحديثة.
وبما أن معدلات إعادة التدوير منخفضة وقد تم استخراج الكثير من المعادن بالفعل، فإن بعض مدافن النفايات تحتوي الآن على تركيزات أعلى من المعادن من الألغام نفسها. وينطبق هذا بشكل خاص على الألمنيوم المستخدم في العلب والمعادن الثمينة الموجودة في الإلكترونيات التي تم التخلص منها. وعلاوة على ذلك، فإن النفايات بعد مرور 15 عاما لم تنقسم بعد، ولذلك ستكون هناك حاجة إلى معالجة أقل بالمقارنة بخامات التعدين. وقد وجدت دراسة أجرتها جامعة كرانفيلد أن 360 مليون جنيه استرليني من المعادن يمكن استخلاصها من 4 مواقع فقط. وهناك أيضا ما يصل إلى 20MJ / كغ من الطاقة في النفايات، مما يحتمل أن يجعل إعادة استخراج أكثر ربحية. ومع ذلك، على الرغم من أن أول مناجم الألغام فتح في تل أبيب، إسرائيل في عام 1953، لم يتبع سوى القليل من العمل بسبب وفرة الخامات المتاحة.